# Srednji vek
Srednji vek je zgodovinsko obdobje, ki je v Evropi trajalo približno od leta 500 do leta 1500 našega štetja. Je drugo od treh tradicionalnih obdobij zahodne zgodovine: antike, srednjega veka in novega veka. Za srednji vek so značilni prevlada kmetijstva, izkoriščanje kmetov, počasne medregionalne komunikacije, osebni odnosi v oblastnih strukturah in šibkost državne uprave. Obdobje se včasih deli na zgodnji, visoki in pozni srednji vek. Obdobje zgodnjega srednjega veka se imenuje tudi temni vek. 
Zmanjševanje števila prebivalcev, propadanje mest in centralne oblasti, množično preseljevanje ljudstev, predvsem germanskih, in pokristjanjevanje, ki se je začelo v pozni antiki, se je nadaljevalo tudi v zgodnjem srednjem veku. Selitve ljudstev so povzročile razpad Zahodnega rimskega cesarstva in nastanek novih kraljestev. V porimskem svetu so se obdavčitve zmanjšale. Vojska se je financirala s podeljevanjem zemljišč. Mešanje poznorimske civilizacije s kulturami osvajalcev je dobro dokumentirano. Vzhodno rimsko ali Bizantinsko cesarstvo je preživelo, vendar je zaradi muslimanskih osvajalcev v 7. stoletju izgubilo Bližnji vzhod in Severno Afriko. Frankovska Karolinška dinastija je v začetku 9. stoletja uspela združiti  številne zahodnorimske dežele v veliko cesarstvo, ki je hitro razpadlo na konkurenčna kraljestva, ta pa so se kasneje razdrobila na avtonomne vojvodine in gospostva. 
V visokem srednjem veku, ki se je začel po letu 1000, se je število prebivalcev Evrope močno povečalo, saj je srednjeveško toplo obdobje povečalo donose v kmetijstvu, s tehnološkimi in kmetijskimi inovacijami pa se je začela »komercialna revolucija«. Suženjstvo je skoraj izginilo, kmetje pa so lahko izboljšali svoj status s kolonizacijo oddaljenih regij v zameno za gospodarske in pravne koncesije. Iz lokalnih trgovskih središč  so se razvila nova mesta, mestni obrtniki pa so se združevali v lokalne cehe, da bi zaščitili svoje skupne interese. Zahodni cerkveni voditelji so sprejeli papeško nadoblast, da bi se znebili laičnega vpliva, kar je pospešilo ločitev zahodne katoliške od vzhodne pravoslavne cerkve ter sprožilo Investiturni boj med papeštvom in posvetnimi oblastmi. S širjenjem težke konjenice je nova aristokracija s strogimi dednimi pravili stabilizirala svoj položaj. V fevdalnem sistemu so bili vitezi plemiškega rodu dolžni vojaško služiti svojim fevdalnim gospodom v zameno za zemljo, ki so jo prejeli v fevd. Na območjih, kjer je bila centralna oblast šibka, so se gradili kamniti gradovi. Proti koncu obdobja se je centralna oblast okrepila.  Naselitev zahodnoevropskih kmetov in aristokratov na vzhodna in južna obrobja Evrope, pogosto spodbujena s križarskimi vojnami, je povzročila širitev latinskega krščanstva. Ustanavljanje cerkvenih šol in univerz je spodbudilo novo metodo intelektualne razprave s poudarkom na racionalni argumentaciji, znano kot sholastika. Množična romanja so spodbudila gradnjo masivnih romanskih cerkva, potem pa so inovacije v gradbeništvu pripeljale do razvoja bolj prefinjene gotske arhitekture. 
V poznem srednjem veku v 14. stoletju so se dogajale velike nesreče, kot sta lakota in kuga, ki so zmanjšala prebivalstvo za polovico. Konflikti med etničnimi in družbenimi skupinami so se stopnjevali in lokalni konflikti so pogosto prerasli v obsežne vojne, kot je bila stoletna vojna. Ob koncu obdobja je Bizantinsko cesarstvo in balkanske države osvojila nova muslimanska sila: Osmansko cesarstvo. Na Iberskem polotoku so krščanska kraljestva v stoletni vojni zmagala nad svojimi muslimanskimi sosedi. Pomen osebne vere je bil dobro dokumentiran, vendar so zahodni razkol in disidentska gibanja, obsojena kot herezije, predstavljali pomemben izziv za tradicionalne strukture moči v zahodni Cerkvi. Humanistični učenjaki so začeli poudarjati človeško dostojanstvo, zgodnjerenesančni arhitekti in umetniki pa so v Italiji oživili več elementov klasične kulture. V zadnjem stoletju srednjega veka se je s pomorskimi odpravami za iskanje novih trgovskih začelo obdobje odkritij. 

## Terminologija in časovna opredelitev
Izraz medium tempus (srednji čas) je prvi uporabil Petrarca leta 1373. Renesančni učenjak Flavio Biondo je isti izraz uporabil v delu Historiarum ab inclinatione romanorum imperii decades (Desetletja zgodovine od zatona Rimskega imperija) leta 1483. Z njim je označil obdobje med klasiko in renesanso in ga štel za prehodno zgodovinsko obdobje. Po njegovem mnenju je bil srednji vek popolnoma negativno obdobje, kar se včasih odraža še v sedanji miselnosti.
Delitev evropske zgodovine na tri glavna obdobja – klasično antiko, srednji in novi vek – je prvi uporabil italijanski humanist, zgodovinar in državnik Leonardo Bruni (u. 1444) leta 1442.  Z nemškim zgodovinarjem Krištofom Cellariusom (u. 1707) je delitev postala standardna. 
Za srednji vek se običajno šteje obdobje od okoli leta 500 do leta 1500, vendar sta začetna in končna letnica gibljivi. Skupna izhodiščna točka, ki jo je prvi uporabil Bruni, je leto 476, ko je bil odstavljen zadnji zahodnorimski cesar. Splošno sprejetega končnega datuma ni. Najpogosteje uporabljeni končni datumi vključujejo leto 1453 (padec Konstantinopla, zaključek stoletne vojne in izid Gutenbergove Biblije), 1492 (odkritje Amerike in zaključek rekonkviste z zavzetjem Granade) in 1517 (začetek protestantske reformacije).  Po marksistični teoriji se je srednji vek končal z zaključkom fevdalne dobe in industrijalizacijo. Marksistični zgodovinar umetnosti Arnold Hauser trdi, da je enotnost srednjega veka kot enotnega obdobja povsem umetna. Po Hauserju srednji vek delimo v tri popolnoma različna kulturna obdobja in sicer v naturalno gospodarstvo zgodnjega srednjega veka, dvorsko viteštvo visokega in mestno buržoazno kulturo poznega srednjega veka. Časovni prehodi med temi tremi obdobji so bolj zgoščeni, dinamični in izraziti kot na primer med pozno antiko in zgodnjim srednjim vekom in hkrati poznim srednjim vekom ter zgodnjim novim vekom.  
Po besedah zgodovinarke Miri Rubin »Evropa v tem obdobju ni živela v enotnem ritmu«. Pokristjanjevanje je potekalo v valovih, (re)urbanizacija pa se je začela v različnih regijah v različnih časih. Strokovnjaki soglašajo, da je v gospodarstvu prevladovalo kmetijstvo z intenzivnim izkoriščanjem kmečkega prebivalstva. Medsebojni odnosi so bili polni nasilja, pokroviteljstva in sorodstvenih vezi, za oblast pa sta bila značilna počasno medregionalno komuniciranje in krhka državna birokracija.
Zgodovinarji iz romansko govorečih držav delijo srednji vek na dva dela: zgodnji (visoki) in pozni (nizki) srednji vek. Angleško govoreči zgodovinarji po nemškem vzoru na splošno uporabljajo delitev na tri obdobja: zgodnje, visoko in pozno. V 19. stoletju je bil srednji vek pogosto znan kot temni vek. S sprejetjem delitve na tri obdobja v začetku 20. stoletja je bil izraz temni vek omejen na zgodnji srednji vek. Zgodovinarji, ki menijo, da je srednji vek evropski pojav, se izogibajo uporabi izraza za drugo svetovno zgodovino, čeprav študije o »srednjeveški Indiji«, »muslimanskem srednjem veku« in podobnih temah niso neobičajne.

## Pozno Rimsko cesarstvo
Rimsko cesarstvo je doseglo svoj največji ozemeljski obseg v 2. stoletju n. št., v naslednjih dveh stoletjih pa je rimska oblast na njegovih obrobnih ozemljih počasi upadala. Nenadzorovana inflacija, zunanji pritisk na meje in izbruhi kuge so skupaj ustvarili krizo tretjega stoletja. Vojska se je podvojila, kar je povzročilo rast izdatkov. Kritične so bile predvsem vojne s Sasanidskim cesarstvom. Sledilo je višanje davkov, bolj centralizirana in birokratska državna uprava ter upad števila kurialnega razreda (zemljiški posestniki). Cesar Dioklecijan (vladal 284–305) je leta 286 razdelil cesarstvo na ločeno upravljano vzhodno in zahodno polovico. Sistem, ki je imel dva višja (avgusta) in dva nižja socesarja (cezarja) in je bil znan kot tetrarhija, je stabiliziral cesarsko vlado za približno dve desetletji. Po državljanski vojni, ki je sledila, je Konstantin Veliki (vladal 306–337) ponovno vzpostavil notranji mir in leta 330 izbral Bizanc za vzhodno  prestolnico cesarstva in ga preimenoval v Konstantinopel.
Rimska družba se je stabilizirala v obliki, ki se je razlikovala od zgodnejšega klasičnega obdobja. Povečal se je prepad med bogatimi in revnimi, vitalnost manjših mest pa je upadla. Druga sprememba je bila pokristjanjevanje cesarstva, ki ga je pospešila spreobrnitev cesarja Konstantina, čeprav je krščanstvo postalo prevladujoča vera cesarstva šele ob koncu 4. stoletja. Razprave o krščanski teologiji so se okrepile, tisti, ki so vztrajali pri teoloških pogledih, obsojenih na ekumenskih koncilih, pa so bili preganjani. Heretični pogledi so preživeli zunaj cesarstva ali zaradi podpore lokalnih etničnih skupin. Med takšne spadajo arijanstvo med germanskimi ljudstvi in monofizitizem v Egiptu in Siriji.
Judovstvo se je dopuščalo, vendar je zakonodaja judovske pravice omejevala.
Zgodnji kristjani so do 3. stoletja razvili lastno simboliko, pogosto z reinterpretacijo priljubljenih motivov poganske rimske umetnosti.  Glavni element zgodnje krščanske umetnosti je bila Kristusova podoba.
Pod Konstantinom so bile krščanskemu bogoslužju prilagojene bazilike, velike dvorane, ki so se sicer uporabljale za upravne in komercialne namene. S širjenjem tihega branja v 5. stoletju so nastali prvi ilustrirani rokopisi, okrašeni s pisanimi miniaturami.
Državljanske vojne med rivalskimi cesarji so povzročile umik vojakov z meja cesarstva, kar je od sredine 4. stoletja omogočilo zavojevalcem vdiranje na ozemlje cesarstva. Čeprav so bili ti vdori opisani kot invazije, pogosto niso šlo le za vojaške pohode, ampak za množično priseljevanje v cesarstvo. Leta 376 je več sto tisoč Gotov, ki so bežali pred Huni, dobilo dovoljenje cesarja Valensa (vladal 364–378), da se naseli na rimskem ozemlju na Balkanu. Naselitev ni potekala gladko in se je po napačnem ravnanju cesarskih oblasti sprevrgla v plenjenje. Valens, ki je poskušal zatreti nemire, je bil v bitki z Goti pri Adrianoplu leta 378 ubit. Alani, Vandali in Svebi so leta 406 vdrli v Galijo in leta 409 v današnjo Španijo. Vizigoti so leto kasneje oplenili Rim. Franki, Alemani in Burgundi so se naselili v Galiji. Germanske skupine, ki so zdaj znane kot Anglosasi, so se naselile na otokih Veliki Britaniji. Vandali so osvojili rimsko  provinco Afriko.  Hunski kralj Atila (vladal 434–453) je leta 442 in 447 vodil vdore na Balkan, leta 451 v Galijo in leta 452 v Italijo. Njegova hunska konfederacija je po njegovi smrti razpadla.
Da bi se soočile s priseljevanjem, so vzhodnorimske elite posredovanje oboroženih sil kombinirale s podkupovanjem in podeljevanjem visokih državnih položajev plemenskim voditeljem. Zahodni aristokrati niso podpirali vojske in so zavračali plačevanje davkov, da bi preprečili vdore plemen.  Vdori so privedli do razdrobitve zahodnega dela cesarstva na manjše politične enote, ki so jim vladala osvajalska plemena. Cesarje v 5. stoletju so pogosto vodili vojskovodje,  kot so bili Stiliho (um. 408), Ecij (um. 454), Ricimer (um. 472) ali Odoaker (um. 493), ki večinoma niso bili Rimljani. Odoaker je odstavil zadnjega zahodnega cesarja  Romula Avgusta (vladal 475–476), prevzel naziv rex (kralj) in prevzel popoln nadzor nad Italijo, čeprav je uradno vladal kot predstavnik vzhodnega cesarja Zenona (vladal 474–491). Vzhodno rimsko cesarstvo, po padcu zahodnega dvojnika znano kot Bizantinsko cesarstvo, je imelo malo možnosti prevzema oblasti nad izgubljenimi zahodnimi ozemlji, vendar so njegovi cesarji ohranili zahtevo po njih.

## Zgodnji srednji vek (5.–12. stoletje)

### Porimska kraljestva
V porimskem svetu se je zgodilo dobro dokumentirano zlitje rimske kulture z običaji invazivnih plemen. Ljudske skupščine, ki so svobodnim moškim članom plemen omogočale več besede v političnih zadevah, kot je bilo običajno v rimski državi, so se razvile v zakonodajne in sodne institucije. Velik del znanstvene in pisne kulture novih političnih subjektov je temeljil na rimskem intelektualnem izročilu. V več državah svoje vojske niso več vzdrževali z davki, temveč so se zanašali na podelitev zemlje ali rente. 
V Veliki Britaniji je imela kultura keltskih Britov majhen vpliv na anglosaški način življenja, očitna pa je  jezikovna asimilacija staroselcev s prišleki. Okoli leta 600 so nastala nova politična središča. Nekateri lokalni voditelji so zelo obogateli in nastala so številna majhna kraljestva, med njimi Wessex in Mercia. Manjša kraljestva v današnjem Walesu in na Škotskem so bila še vedno pod oblastjo domorodnih Britov in Piktov. Irska je bila razdeljena na še manjše politične enote, morda celo na 150 plemenskih kraljestev.
Ostrogoti so se pod Teoderikom Velikim (vladal 493–526) preselili z Balkana v Italijo in ustanovil kraljestvo, ki ga je zaznamovalo sodelovanje med domačini in osvajalci. Teoderikovi smrti so sledili boji za oblast med romaniziranimi in tradicionalističnimi ostrogotskimi skupinami, ki so Bizantincem ponudili priložnost, da ponovno osvojijo Italijo. Burgundi so se naselili v Galiji, kjer so reorganizirali svoje kraljestvo. Drugod v Galiji so Franki in keltski Briti ustanovili stabilne države. Središče Francije je bilo v severni Galiji in prvi kralj, o katerem je veliko znanega, je bil Hilderik I. (u. 481). Pod njegovim sinom Klodvikom I. (vladal 509–511), ustanoviteljem dinastije Merovingov, se je Frankovsko kraljestvo razširilo in pokristjanilo. Za razliko od drugih germanskih ljudstev so Franki namesto arijanstva izbrali katolištvo, ki jim je olajšalo sodelovanje z domačo galsko-rimsko aristokracijo.  Briti, ki so bežali iz Britanije, so se naselili v današnji Bretanji.
Druge monarhije so ustanovili Vizigoti na Iberskem polotoku, Svebi na severozahodu Iberskega polotka, Vandali v Severni Afriki  in Langobardi v severni Italiji.  Iz azijskih step so v Evropo prišli nomadski Avari in do konca 6. stoletja podjarmili večino slovanskih, turških in germanskih plemen v nižinah ob spodnji in srednji Donavi. Drugo stepsko ljudstvo, Bolgari, so leta 681 premagalo bizantinsko cesarsko vojsko in ustanovilo Prvo bolgarsko cesarstvo, ki je podjarmilo lokalna slovanska plemena v bližini delte Donave.
Naselitev ljudstev so spremljale spremembe v jeziku. Latinščino, knjižni jezik Zahodnega rimskega cesarstva, so postopoma nadomestili ljudski jeziki, ki so se razvili iz latinščine in  skupaj znani kot romanski jeziki. Grščina je ostala jezik Bizantinskega cesarstva. Selitve Slovanov so razširile območje slovanskih jezikov v srednji in vzhodni Evropi.

### Preživetje Bizantinskega cesarstva
Vzhodno rimsko cesarstvo je ostalo nedotaknjeno in doživelo gospodarski preporod, ki je trajal do zgodnjega 7. stoletja. Politično življenje so zaznamovali tesnejši odnosi med državo in krščansko Cerkvijo, pri čemer so teološke zadeve v vzhodni državi dobile pomen, ki ga v zahodni Evropi niso imele. Na pravnem področju se je kodificiralo rimsko pravo. Njegova najobsežnejša zbirka, Corpus juris civilis, je nastala pod cesarjem Justinijanom I. (vladal 527–565). Bizantinci so za administrativne naloge, skrbnike ali skrbnike žensk in otrok redno zaposlovali evnuhe, saj so imeli kastrirane moške za izjemno inteligentne in zveste služabnike.
Justinijan je skoraj umrl med  ljudskim uporom Nika,  v katerem je bilo leta 532 uničena polovica Konstantinopla. Po zadušitvi upora je cesar  okrepil avtokratske elemente cesarske vlade in mobiliziral svoje čete proti zahodnim arijanskim kraljestvom. General Belizar (um. 565) je osvojil Severno Afriko, ki je bila pod oblastjo Vandalov, in napadel Ostrogote. Njegov pohod proti njim je prekinil nepričakovan vdor Sasanidov na vzhod cesarstva. Med letoma 541 in 543 je izbruhnila epidemija kuge in zdesetkala prebivalstvo. Justinijan I. je razvil obsežen sistem obmejnih utrdb, da bi nadomestil pomanjkanje vojaškega osebja, vendar je prenehal vzdrževati javne ceste. Nadaljeval je svojo ekspanzionistično politiko, dokončal osvajanje Ostrogotskega kraljestva in zasedel  večji del južnega Iberskega polotoka v posesti Vizigotov.
Zgodovinarji so kritizirali Justinijanova osvajanja in program gradenj, ker so njegovo kraljestvo pripeljala na rob bankrota. Ob tem je treba reči, da so bile številne težave, s katerimi so se soočali njegovi nasledniki, posledica drugih dejavnikov, vključno z množično širitvijo Avarov in njihovih slovanskih zaveznikov. Obramba vzhodne meje se je med novo vojno s Sasanidskim cesarstvom sesula in Perzijci so zavzeli Egipt, Sirijo in večji del Anatolije. Avari, Slovani in Perzijci so leta 626 napadli Konstantinopel, a ga niso uspeli osvojiti. Cesar Heraklij (vladal 610–641) je dve leti pozneje sprožil nepričakovan protinapad na jedro Sasanidskega cesarstva in povrnil ozemlja, ki so jih prej osvojili Perzijci. 

### Zahodna družba
V Zahodni Evropi so vrednote, povezane z latinsko učenostjo in izobraževanjem, večinoma izginile. Pismenost je sicer ostala pomembna, a je postala praktična veščina in ne pokazatelj statusa. Do poznega 6. stoletja sta bili glavno sredstvo verskega pouka glasba in umetnost in ne knjige. Večina intelektualnih prizadevanj je posnemala klasične vede, vendar je nastalo tudi nekaj izvirnih del. Za to dobo so bili značilni spisi Sidonija Apolinarija (um. 489), Kasiodorja (um. ok. 585) in Boetija (um. ok. 525).. Kultura aristokratov se je osredotočala na velike praznike in ne na književnost. Med elitami so bile pomembne družinske vezi, zvestoba, pogum in čast. Te vezi so v aristokratski družbi privedle do prevlade fevdov. Zdi se, da se je večina sporov hitro končala s plačilom odškodnine.
Ženske so bile v aristokratski družbi udeležene predvsem kot žene in matere, pri čemer je bila v Franciji še posebej pomembna mati mladoletnega vladarja. Pomanjkanje otroških vladarjev v anglosaški družbi je pomenilo manjšo vlogo žensk kot kraljic mater, temu pa se je zoperstavila povečana vloga opatinj samostanov.  Vpliv žensk na politiko je bil krhek in zgodnjesrednjeveški avtorji so močne ženske slikali v slabi luči. V skandinavskih družbah so bile ženske bolj spoštovane. Vikinška ženska je lahko od svojega moža zahtevala odškodnino za nasilje v družini, delovala kot jasnovidka ali celo poveljevala ladjam. Ženske so običajno umirale precej mlajše kot moški, predvsem zaradi zapletov pri porodu. Razlike v številu poročenih žensk in moških so privedle do podrobne ureditve pravnih institucij, ki so ščitile interese žensk, vključno z njihovo pravico do »jutranjega darila« (Morgengabe). Zgodnjesrednjeveški zakoni so moškim priznavali pravico do dolgotrajnih spolnih odnosov z ženskami, ki niso bile njegova žena, od žensk pa se je pričakovalo zvestobo. Duhovščina je poligamne zveze obsojala in monogamija je v 9. stoletju postala norma posvetnega prava.
Vzorci posedovanja zemlje niso bili enotni. Nekatera območja so imela zelo razdrobljena posestva, na drugih območjih pa so bili velika  posestva običajna. Razlike so ustvarila široko paleto kmečkih družb. V nekaterih družbah so prevladovali plemiški posestniki, v drugih pa je bilo veliko avtonomije. Tudi poselitev zemljišč je bila zelo različna. Nekateri kmetje so živeli v velikih naseljih s celo 700 prebivalci, drugi pa na samotnih kmetijah. Četudi je zakonodaja jasno ločevala svobodne in nesvobodne ljudi, ni bilo ostre razlike med pravnim položajem svobodnega kmeta in aristokrata. Svobodna kmečka družina se je z vojaško službo lahko povzpela v plemiški stan.  Povpraševanje po sužnjih so pokrivali z vojnami in plenjenjem. Po pokristjanjenju Anglosasov so lovci na sužnje lovili predvsem med poganskimi  slovanskimi plemeni. Krščanska etika je v 7. in 8. stoletju močno spremenila položaj sužnjev, saj je bila uzakonjena njihova pravica do bolj humanega ravnanja.
Mestno življenje in kultura sta propadala. Severnoitalijanska mesta so sicer  ostala naseljena, vendar se je njihova velikost znatno zmanjšala. Število prebivalcev Rima, na primer, se je z nekaj sto tisoč do konca 6. stoletja skrčilo na okoli 30.000 ljudi. Mesta so se zmanjšala tudi v severni Evropi. Meščanske in javne zgradbe so postale vir gradbenega materiala. Judovske skupnosti so preživele v Španiji, južni Galiji in Italiji. Vizigotski kralji so si močno prizadevali spreobrniti Sefardske Jude v krščanstvo, vendar je po muslimanski osvojitvi Španije v 8. stoletju judovska skupnost hitro oživela. Muslimanski vladarji so zaposlovali Jude tudi na svojih dvorih, kar je krščanska zakonodaja  prepovedovala.

### Vzpon islama
Verska prepričanja na vzhodnih mejah Bizantinskega in Perzijskega cesarstva so se začela spreminjati, ko so državno sponzorirani krščanski misijonarji spreobračali poganska stepska ljudstva v krščanstvo, Perzijci pa so krščanskim Armencem poskušali vsiliti zaratustrstvo. Pojav islama na Arabskem polotoku v prvi polovici 7. stoletja je prinesel radikalne spremembe. Po Mohamedovi smrti leta 632 so islamske sile osvojile Sirijo, Perzijo in Egipt. Bizantinci so v letih 674–678 in 717–718 zaustavili muslimansko širitev v svoje cesarstvo, na zahodu pa so islamske vojske osvojile severno Afriko, leta 711 uničile Vizigotsko kraljestvo  in v začetku leta 713 vdrle v južno Galijo.
Osvajalci so zaobšli gorato severozahodno regijo Iberskega polotoka in majhno kraljestvo v Asturiji je postalo središče lokalnega odpora. Poraz muslimanskih sil v bitki pri Toursu leta 732 je sprožil ponovno osvojitev južne Francije s strani Frankov, čeprav je bil glavni razlog za zaustavitev islamskega prodora  v Evropo strmoglavljenje Omajadskega kalifata in njegova zamenjava z Abasidskim kalifatom. Abasidi so bili zaskrbljeni zaradi izgube dela  ozemelj na zahodu. Potomci Omajadov so obdržali oblast v Al Andaluzu (muslimanska Španija), Aglabidi so zavladali v Severni Afriki, Tulunidi pa so postali vladarji Egipta. Islamizacija podeželja v Al Andaluzu je bila počasna. Kristjani so bili redno zaposleni v državni upravi, vendar so občasni nasilni medverski konflikti povzročali njihovo množično selitev na sever. Muslimanska Španija je bila ob Bizantinskem cesarstvu edino mesto v Evropi, kjer so imeli evnuhi pomembno vlogo v državni upravi in družbenem življenju in zasedali položaje, kot so varuhi verskih svetišč ali haremski služabniki.

### Trgovina in gospodarstvo
Ko so migracije in osvajanja prekinile trgovske mreže po nekoč rimskem ozemlju, so tuje blago nadomestili lokalni izdelki. Arheološke najdbe kažejo, da so iz oddaljenih dežel običajno prihajali samo luksuzni predmeti, kot so nakit in kovinski izdelki.  V 7. in 8. stoletju so se v severni Evropi razvile nove trgovske mreže. Blago, kot je krzno, mroževi okli in jantar, je iz baltske regije potovalo v zahodno Evropo, kar je sprožilo postavitev cestninskih postaj in spore glede njihovega nadzora. V porimskih kraljestvih so se kovanci iz neplemenitih kovin skoraj prenehali kovati, bronasti rimski kovanci pa so ostali v obtoku. Zlati kovanci so se uporabljali predvsem za izredne nakupe, kot je nakup zemlje ali luksuznega blaga. Premik kovanja zlatega denarja k srebrnemu se je začel v poznem 7. stoletju s prenehanjem bizantinskih plačil subvencij Langobardom in Frankom. Povpraševanje po kovancih nižje vrednosti je povečalo tudi poudarjanje krščanske dobrodelnosti.
Stalno povpraševanje cvetočih islamskih gospodarstev po sveži delovni sili in surovinah je Evropi okoli leta 750 odprlo nov trg.   Evropa je postala glavni dobavitelj hišnih sužnjev in suženjskih vojakov za Al Andaluz, severno Afriko in Levant. Iz Evrope so v Sredozemlje prodajali tudi les, krzno in orožje, v Evropo pa so se uvažale začimbe, zdravila, kadilo in svila. Širitev čezcelinske trgovine so olajšale velike reke, ki so povezovale oddaljene regije. Sodobna poročila kažejo, da so anglosaški trgovci obiskovali sejme v Parizu, pirati lovili trgovce na Donavi, vzhodni frankovski trgovci pa so trgovali do Zaragoze v Al Andaluzu.

### Cerkveno življenje
Zamisel o enotnosti krščanstva je obstajala, vendar so se razlike v ideologiji in praksi med vzhodno in zahodno Cerkvijo stalno povečevale. Odpor do arijanskih osvajalcev je na zahodu okrepil tradicionalni krščanski koncept ločitve cerkve od države. Ta koncept je bil vzhodnim klerikom tuj in so imeli svojo državo za instrument božje previdnosti. Po muslimanskih osvajanjih so bizantinski cesarji manj učinkovito posredovali na zahodu. Ko je cesar Leon III. (vladal 717–741) prepovedal prikazovanje slik s človeškimi podobami v prostorih čaščenja, je papeštvo zavrnilo njegovo pravico, da s cesarskimi edikti razglasi nove verske dogme. Bizantinska cerkev je leta 843 obsodila ikonoklazem, vendar  so se vprašanja, kot je rivalstvo za cerkveno jurisdikcijo nad novo spreobrnjenimi ljudstvi in enostranska sprememba nicejske veroizpovedi na zahodu razširila do te mere, da so razlike postale večje od podobnosti. Na zahodu so desetino, prvotno prostovoljni prispevek,  v 10. stoletju začeli pobirati kot cerkveni davek na kmetijske proizvode.
Nekaj zahodnih škofov je iskalo vodstvo v papeštvu. Edini del zahodne Evrope, kjer je imelo papeštvo vpliv, je bila Britanija, kamor je papež Gregor Veliki (papež 590–604) poslal misijonarje, da bi Anglosase spreobrnil v krščanstvo. Obisk cerkva je bil nizek. Za versko izobraževanje so bila ključnega pomena srečanja s potujočo duhovščino in romanja v svetišča priljubljenih svetnikov. V zahodni Evropi med 5. in 7. stoletjem so bili najbolj dejavni irski misijonarji.  Bili so prvi, ki so uporabljali priročnike, znane kot spokornice, da bi za grešnike določili ustrezno pokoro, običajno molitve in post. Poudarjali so spolno moralo in predpisovali stroge pokore za prešuštnike, nečistnike in tiste, ki so se  ukvarjali z nereproduktivnimi spolnimi dejanji, kot so homoseksualci. V nasprotju z uradnim krščanstvom so bogumili na Balkanu obsojali spolno razmnoževanje, ker so imeli Satana za stvarnika fizičnega vesolja.
V zgodnjem srednjem veku se je pojavilo krščansko meništvo. Meniški ideali so se iz Egipta razširili v hagiografsko književnost, zlasti v Antonijevo življenje. Večina evropskih samostanov se je osredotočala na skupno izkušnjo duhovnega življenja, znano kot cenobitizem. Italijanski menih Benedikt Nursijski (um. 547) je razvil benediktinska pravila, ki so se na široko uporabljala v zahodnih samostanih. Na vzhodu so postala priljubljena meniška pravila, ki jih je sestavil Teodor Studit (um. 826), zlasti potem, ko so bila v 60. letih 10. stoletja sprejeta v Veliki Lavri v meniški skupnosti na gori Atos.
Samostani so imeli velik vpliv na lokalno družbo, saj so delovali kot zemljiški skladi za močne družine in središča politične oblasti. Bili so glavno in včasih edino središče izobraževanja in pismenosti v regiji. Številne ohranjene rokopise latinskih klasikov so prepisali menihi.  Menihi so bili tudi avtorji novih del o zgodovini, teologiji in drugih temah. Bizantinski misijonar Konstantin (um.  869) je razvil staro cerkvenoslovanščino kot nov liturgični jezik, ki je postavil osnovo za cvetočo slovansko versko književnost. Okoli leta 900 je bila sprejeta nova pisava, ki je danes po Konstantinovem meniškem imenu Ciril znana kot cirilica. Saška nuna Hrosvita (um. 1000) je napisala prve neliturgične srednjeveške drame.
V zahodnem krščanstvu je vpliv laikov na cerkvene zadeve dosegel vrhunec v 10. stoletju. Aristokrati so imeli cerkve in samostane pod svojim pokroviteljstvom za svojo osebno lastnino. Simonija – prodaja cerkvenih položajev – je bila običajna praksa. Simonija je vzbudila splošen strah, saj so mnogi verjeli, da neredno imenovani duhovniki ne morejo podeljevati veljavnih zakramentov, kot je krst. Na ta strah so prve reagirale samostanske skupnosti z doslednim upoštevanjem svojih pravil. Ustanovitev opatije Cluny v Burgundiji leta 909 je sprožila korenito spremembo, saj je bil Cluny osvobojen laičnega nadzora in postavljen pod zaščito papeža. Clunyjske reforme so pokazale, da je reformistično idejo o »svobodi Cerkve« mogoče doseči s podrejanjem papeštvu.

### Karolinška Evropa
Merovinški kralji so tradicionalno razdelili svoje kraljestvo med svoje sinove in oslabili svojo moči z obsežnimi podelitvami zemlje. V severovzhodnem frankovskem kraljestvu Avstraziji so bili najvidnejši prejemniki kraljeve naklonjenosti Arnulfingi. Kot dedni majordomi so imeli na dvoru veliko moč  od sredine 7. stoletja. Eden od njih, Pipin Herstalskii (umrl 714), je prevzel oblast v osrednjem frankovskem kraljestvu Nevstriji. Njegov sin Karel Martel (umrl 741) je izkoristil stalno muslimansko grožnjo in zbral vojake tako, da je zaplenil cerkveno premoženje in ga razdelil nabornikom.
Karolingi so kot potomci Karla Martela leta 751 nasledili Merovinge kot francoska kraljeva dinastija. Merovinški kralj Hilderik III. (vladal 743–751) je bil tisto leto odstavljen, za francoskega kralja pa je bil s soglasjem frankovskih voditeljev in papeža okronan sin Karla Martela Pipin Mali (vladal 751–768). Pipin Mali je napadel Langobarde in uveljavil njihovo obljubo, da bodo spoštovali papeško posest. Njegova kasnejša donacija osrednjih italijanskih ozemelj Svetemu sedežu je pomenila začetek Papeške države.
Pipin Mali je prepustil svoje kraljestvo svojima sinovoma Karlu, znanem kot Karel Veliki (vladal 768–814), in Karlomanu (vladal 768–771). Ko je Karloman umrl, je Karel Veliki ponovno združil Francijo in se lotil njene širitve. Podjarmil je Sase, premagal Langobarde in ustvaril mejno provinco v severni Španiji. Franki so uničile tudi Avare in omogočili razvoj majhnih slovanskih kneževin, v katerih so v glavnem vladali  ambiciozni vojskovodje pod frankovsko oblastjo. Med njimi ta bila Ljudevit Posavski (umrl 823) v porečju Save in Pribina (umrl 861) v Panonski marki. Kronanje Karla Velikega za cesarja na božični dan leta 800 je pomenilo oživitev Zahodnega rimskega cesarstva. Bizantinci Karla niso priznali za naslednika rimskih cesarjev.
Karlovo cesarstvo je upravljal dvor, ki je potoval skupaj s cesarjem, in okoli 300 cesarskih uradnikov, znanih kot grofje, ki so upravljali grofije cesarstva. Centralna vlada je nadzirala grofe prek cesarskih pooblaščencev, znanih kot missi dominici. Slednji so bili nekakšni potujoči inšpektorji in reševalci težav. Kleriki kraljeve kapele so bili odgovorni za beleženje pomembnih kraljevih podelitev in odločitev.
Dvor Karla Velikega je bil središče kulturnega preporoda, včasih imenovanega karolinška renesansa. Z razvojem umetnosti, arhitekture in sodne prakse ter liturgičnih in svetopisemskih študij pod okriljem anglosaškega učenjaka Alkuina (umrl 804) se je povečala tudi pismenost. Alkuin je razvil pisavo, zdaj znano kot karolinška minuskula, ki je olajšala branje z jasnim ločevanjem besed in obsežno uporabo ločil. Karel Veliki je sponzoriral spremembe v cerkveni liturgiji, vsilil rimsko obliko bogoslužja na svojih ozemljih in gregorijanski koral v cerkveni liturgiji. Njegovo zavzemanje za liturgično enotnost je spodbudilo razvoj notnega zapisa, ki je sredi 9. stoletja privedel do sestavljanja prvih molitvenikov. Sistematično preučevanje bizantinske liturgije je prispevalo k razvoju glasbene teorije.

### Razpad Karolinškega cesarstva
Karel Veliki je nadaljeval frankovsko tradicijo delitve svojega imperija med svoje sinove, vendar je bil leta 813 živ le še Ludvik Pobožni (vladal 814–840). Ludvikovo vladavino so zaznamovale delitve cesarstva med njegove sinove in državljanske vojne med različnimi zvezami očeta in sinov. Tri leta po Ludvikovi smrti so si njegovi trije preživeli sinovi z Verdunsko pogodbo razdelili očetovo cesarstvo. Ozemlje med rekama Ren in Rona je pripadlo Lotarju I. (vladal 817–855), njemu pa je bil priznan naslov cesarja. Ludvik Nemški (vladal 843–876) je vladal na vzhodu v današnji Nemčiji. Karel Plešasti (vladal 843–877) je prejel zahodne frankovske dežele, ki so sestavljale večino današnje Francije. Vnuki in pravnuki Karla Velikega so svoja kraljestva razdelili med svoje potomce do te mere, da so sčasoma uničili vso nekdanjo notranjo kohezijo.
Karel Debeli je leta 884 na kratko ponovno združil cesarstvo, vendar so nekdanje enote ohranile ločene uprave. Po njegovi smrti v začetku leta 887, so bili Karolingi tik pred izumrtjem. V večini držav naslednic so prevzeli oblast nedinastični vladarji, kot je bil v frankovskih deželah pariški grof Odo (vladal 888–898). V vzhodnih deželah se je dinastija končala s smrtjo Ludvika Otroka (vladal 899–911) in  izbiro frankonskega vojvode Konrada I. (vladal 911–918) za kralja.  Dinastija je bila obnovljena v zahodni Franciji leta 898 in 936, vendar zadnji Karolingi niso mogli nadzirati svoje aristokracije. Leta 987 je dinastijo zamenjal kralj  Hugo Capet (vladal 987–996).
Frankovska kultura in karolinške metode državne uprave so imele velik vpliv na sosednje narode. Frankovska nevarnost je sprožila nastanek novih držav ob vzhodni meji cesarstva: Vojvodine Češke, Velikomoravske in kneževine Primorske Hrvaške. Razpad Karolinškega cesarstva so spremljale selitve in vpadi zunanjih sovražnikov. Atlantsko in severno obalo so nadlegovali Vikingi, ki so napadali tudi Britansko otočje in se tam naselili. Leta 911 je vikinški poglavar Rolo (umrl okoli  931) dobil dovoljenje frankovskega kralja Karla Preprostega (vladal 898–922), da se naseli v današnji Normandiji. Vzhodni deli frankovskih kraljestev, zlasti Nemčija in Italija, so bili pod nenehnimi napadi Madžarov, dokler niso bili poraženi v bitki pri Lechfeldu leta 955. V Sredozemlju so arabski pirati redno napadali Italijo in južno Francijo. Aglabidi so osvojili Sicilijo, Omajadi iz Al Andaluza pa so priključili Balearske otoke.

### Nova kraljestva in oživitev Bizantinskega cesarstva
Naselitev Vikingov na Britanskem otočju je pripeljala do oblikovanja novih političnih entitet, vključno z majhnim, vendar bojevitim Dublinskim kraljestvom na Irskem. Anglosaški kralj Alfred Veliki (vladal 871–899) je leta 879 dosegel sporazum z danskimi osvajalci in priznal obstoj neodvisnega vikinškega kraljestva v Britaniji. Do sredine 10. stoletja so Alfredovi nasledniki obnovili anglosaško oblast na britanskem ozemlju. V severni Britaniji je Kenneth MacAlpin (umrl  860) združil Pikte in Škote v Kraljevino Alba.
Otonska dinastija se je v Nemčiji uveljavila v začetku 10. stoletja, ko je pregnala Madžare in zmagala nad neposlušnim knezi. Potem ko je ovdovela italijanska kraljica Adelajda (umrla 999) zaprosila za zaščito, je Oton I. (vladal 936–973) prečkal Alpe, se poročil z mlado vdovo in se dal v Pavii leta 951 okronati za kralja. Njegovo kronanje za cesarja Svetega rimskega cesarstva leta 962 v Rimu je pomenilo pridobitev pravice do dediščine Karla Velikega.  Otonovi nasledniki so ostali zelo zainteresirani za dogajanja v Italiji, vendar zaradi svoje odsotnosti niso mogli uveljaviti trajne oblasti nad lokalno aristokracijo. Na Iberskem polotoku je boj Baskov za neodvisnost privedel do oblikovanja Kraljevine Navarre, barcelonski grofje pa so pridobili avtonomijo v karolinški mejni provinci. Asturija se je počasi širila proti jugu in se nadaljevala kot Kraljevina León.
Vzhodnoevropske trgovske poti proti Aziji so nadzorovali Hazari. Njihov večetnični imperij se je uprl muslimanski širitvi in njihovi voditelji so se spreobrnili v judovstvo. Konec 9. stoletja se je razvila nova trgovska pot, ki je obšla hazarsko ozemlje in čez Volško Bolgarijo povezala Srednjo Azijo z Evropo. Lokalni prebivalci so se spreobrnili v islam. Švedski trgovci in lovci na sužnje so odpluli po rekah Vzhodnoevropske nižine proti jugu, zavzeli Kijev, ki je bil v posesti Hazarov, in leta 860 in 907 poskušali zavzeti Konstantinopel. Stiki Vikingov s Francijo so utrli pot misijonarskim prizadevanjem krščanske duhovščine v Skandinavijo. Pokristjanjevanje je bilo tesno povezano z rastjo centraliziranih kraljestev na Danskem, Norveškem in Švedskem. Nordijski kolonisti so se naselili na Islandiji in ustvarili politični sistem, ki je oviral kopičenje moči ambicioznih poglavarjev.
Bizantinsko cesarstvo je oživel pod cesarjem Bazilijem I. (vladal 867–86) in njegovima naslednikoma Leonom VI. (vladal 886–912) in Konstantinom VII. (vladal 913–959) iz Makedonske dinastije. Cesarski dvor je postal središče ponovnega rojstva klasičnega učenja, znanega kot makedonska renesansa. Reorganizacija vojske je omogočila cesarjema Ivanu I. (vladal 969–1025) in Baziliju II. (vladal 976–1025) razširiti meje cesarstva.
Misijonska prizadevanja vzhodne in zahodne duhovščine so povzročila spreobrnitev Moravcev, Donavskih Bolgarov, Čehov, Poljakov, Madžarov in prebivalcev Kijevske Rusije v krščanstvo. Po padcu Velikomoravske zaradi vpadov Madžarov okoli leta 900 so vojvode iz češke dinastije Přemyslidov utrdili oblast na Češkem. Na Poljskem je uničenje starih centrov moči spremljalo nastanek države pod knezi Pjasti. Na Ogrskem so knezi iz dinastije Árpád nasilno zatrli rivalske madžarske poglavarje.  Knezi Rurikidi iz Kijevske Rusije so potem, ko so ruski plenilci leta 965 oplenili hazarsko prestolnico Itil, postali vladarji obsežnih gozdnih območij vzhodne Evrope.  Bolgarijo so med letoma 971 in 1018 Bizantinci priključili k svojemu cesarstvu.

### Arhitektura in umetnost
V večjih rimskih mestih in porimskih kraljestvih, vključno z Barcelono, Parizom in Raveno, so se od 4. do 6. stoletja začele graditi bazilike. Bizantinska cerkvena arhitektura je sprejela drugačen model s pravokotnim tlorisom in kupolo, kakršna je Justinijanova Hagija Sofija, največje stavba s samo eno streho v rimskem svetu. Ker so prostorne bazilike z zatonom urbanih središč na zahodu postale manj uporabne, so se umaknile manjšim cerkvam. Arhitekturna oblika bazilike je ponovno oživela v Karolinškem cesarstvu. Nova standardna značilnost karolinških bazilik je uporaba transepta, krajše ladje, pravokotne na vzdolžno ladjo. V Al Andaluzu je bila v Kordovi zgrajena Velika mošeja, izjemen primer mavrske arhitekture.
Središča političnega in družbenega življenja so postale dvorane, zgrajene iz lesa ali kamna. Njihova zasnova je pogosto prevzela elemente pozne rimske arhitekture, kot so pilastri, stebri in izklesani diski. Po razpadu Karolinškega cesarstva je širjenje aristokratskih gradov kazalo na prehod od skupnih trdnjav k zasebni obrambi. Večina gradov je bila lesena, gradovi najbogatejše gospode pa so bili kamniti. Največja značilnost gradov je bil stolp ali več stolpov. Gradovi so se pogosto razvili v večnamenske komplekse z dvižnimi mostovi, utrjenimi dvorišči, cisternami ali vodnjaki, dvorano, kapelo, hlevi in delavnicami.
Zlato, ki so ga plemenski poglavarji pridobili iz Rimskega cesarstva, so lokalni zlatarji preoblikovali v nov nakit, pogosto v ogromne ogrlice in broške. Na slog so pogosto vplivali perzijski izdelki, ki so jih na  rimsko ozemlje prinesla osvajalska ljudstva. Zlatarji, ki so delali za po-rimske elite, so razvili izrazito abstraktne oblike, za katere so značilni trakovi in visoko stilizirani živalski motivi.
Literarna dela, kot sta staroangleška epska pesnitev Beowulf in nordijske sage, so pripovedovale o velikih zakladih, ki jih je preživelo le nekaj. Mednje spadajo grobni pridatki iz Hilderikove grobnice v Tournaiu in bogat anglosaški grob v Sutton Hooju. Verska umetnost je hitro sprejela več elementov posvetnega sloga, kot so trakovi in obsežna segmentacija. Slike so preživele večinoma v bogato okrašenih evangelijih, vključno s Knjigo iz Kellsa in Lindisfarnskimi evangeliji, primeroma irske in northumbrijske otoške umetnosti.
V Sredozemlju se je ohranila helenistična tradicija realističnega upodabljanja. Po obdobju ikonoklazma, ki je omejeval bizantinsko umetnost, je zmagoslavje ikonofilov utrlo pot umetniški prenovi. Bolj naturalističen sredozemski slog je bil pomemben navdih za zahodne umetnike pod Karlom Velikim, ki so imeli vizualne umetnosti za močan instrument izobraževanja in propagande.  Po dolgem premoru je karolinška umetnost ponovno odkrila človeško figuro, ki so jo zahodni umetniki  pogosto upodabljali tudi v ilustriranih kodeksih. Kodeksi so bili pogosto zaščiteni z razkošnimi platnicami iz zlata, biserov in poliranih dragih kamnov. Zdi se, da je bil dvor Karla Velikega zaslužen za sprejetje figurativne monumentalne skulpture v krščansko umetnost. Proti koncu obdobja so bile figure v skoraj naravni velikosti običajne v vseh pomembnih cerkvah. V Angliji so ilustratorji knjig obogatili svojo otoško dediščino s karolinškimi motivi, kot so vejice listja. Rokopisi v pokarolinški Nemčiji, ilustrirani z živahnimi slikovnimi cikli, kažejo na vpliv sodobne bizantinske umetnosti na otonske umetnike. V krščanski Španiji so umetniki prevzeli islamske dekorativne motive, kot so kufske črke in mavrski oboki.

### Vojska in tehnologija
Ustanovitev enot težko oklepljenih konjenikov, kakršni so bili na primer katafrakti, je bila pomembna značilnost poznorimske vojske, vendar se je razvoj visoko specializiranih vojaških enot nadaljeval. Invazivna plemena so različno poudarjala pomen različnih vojaških enot, od pretežno pehotnih anglosaških zavojevalcev Britanije do Vandalov in Vizigotov, ki so imeli v svojih vojskah velik delež konjenice. Največja novost v vojaških zadevah je bila uvedba hunskega kompozitnega loka namesto šibkejšega skitskega kompozitnega loka. Avarska težka konjenica je v Evropo prinesla uporabo stremen, ki so jih v bizantinski konjenici uvedli proti koncu 6. stoletja. Drug korak v razvoju je pomenila vse večja uporaba dolgih mečev in postopna zamenjava luskastega oklepa s celovitim in lamelnim oklepom.
Pomen pehote in lahke konjenice je začel upadati v zgodnjem karolinškem obdobju z naraščajočo prevlado elitne težke konjenice, čeprav se zdi, da je bil velik delež vojsk sestavljen iz pehote na konjih in ne prave konjenice. Dajatve svobodnega prebivalstva za vojsko je upadla. Edina izjema je bila anglosaška Anglija, kjer se je vojska financirala iz regionalnih dajatev, znanih kot fyrd. V vojaški tehnologiji je bila ena glavnih sprememb ponovna uvedba samostrela kot vojaškega orožja. Tehnološka novost, ki je presegla vojaške namene, je bila podkev, ki je omogočila rabo konj na kamnitem terenu.

## Visoki srednji vek

### Družba
Od okoli leta 950 do leta 1060 so Bližnji vzhod prizadele hude suše, Evrazijsko stepo pa nenavaden mraz. Lakote, ki so sledile, so povzročile nemire in vojaške udare v Bizantinskem cesarstvu, Abasidskem kalifatu in Egiptu ter prisilile množice nomadskih Turkov v iskanje novih pašnikov v Iraku, Anatoliji in na Balkanu. Njihov prihod je povzročil veliko uničenja in dosegel vrhunec z ustanovitvijo Seldžuškega sultanata v Anatoliji. V nasprotju s tem se je v Evropi začelo obdobje rasti števila prebivalstva. Ocenjuje se, da je število prebivalcev med letoma 1000 in 1347 naraslo s 35 na 80 milijonov. Natančni vzroki ostajajo nejasni, domneva pa se, da so se izboljšale tehnike v kmetijstvu, povečal obseg obdelovalne zemlje, izboljšalo podnebje in zmanjšali vdori tujcev.
Marsikje po Evropi je temeljne družbene odnose urejal fevdalizem. V tem sistemu je lastnik vazalu v zameno za opravljene storitve, običajno vojaške, podelil posest, običajno zemljo. V drugih delih Evrope, kot so Nemčija, Poljska in Ogrska, so prevladujoče oblike zemljiške posesti ostali neodtujljivi alodi. Njihovi lastniki so se sicer poklonili kralju ali višjemu aristokratu, vendar je bila njihova zemljiška posest prosta fevdalnih obveznosti. V Bizantinskem cesarstvu in balkanskih državah je bil vzpostavljen sistem pronoia, sistem zemljiških posesti z omejenimi pravicami, ki jih je koristila vojaška aristokracija.
Večina srednjeveških zahodnih mislecev je družbo razdelila na tri temeljne razrede: duhovščino, plemstvo in preprosto prebivalstvo. Slednji, ki so tvorili približno 98 odstotkov celotnega prebivalstva, so bili predvsem podeželski kmetje in obrtniki. Število meščanov je naraščalo, vendar nikoli ni preseglo 10 odstotkov celotnega prebivalstva. Številni kmetje niso bili več naseljeni na osamljenih kmetijah, ampak so se zbrali v bolj varne majhne vaške skupnosti. V sistemu gospostev je bila osnovna enota zemljiške posesti graščina, ki so jo obdajale posesti graščine, kmetov in zemljiških najemnikov. Ker je duhovščina prepovedala zasužnjevanje istovercev, je do konca 11. stoletja suženjstvo skoraj popolnoma izpodrinila nova oblika odvisnosti. Za razliko od sužnjev so imeli podložniki pravno sposobnost, njihov dedni status pa je bil urejen s sporazumi z njihovimi gospodi. Svoboda gibanja je bila običajno omejena. Svojemu gospodu so običajno dolgovali delovne storitve. Kmetje so začeli zapuščali svoje domovine v zameno za ekonomske in pravne privilegije, običajno nižje davke in pravico do sojenja v svojih skupnostih. Selitev kmetov preko meja je imelo radikalne demografske posledice, kot na primer širjenje nemških naselij proti vzhodu.
Z razvojem težke konjenice se je razred svobodnih bojevnikov razdelil na dve skupini. Tisti, ki so se lahko opremili kot vitezi, so bili vključeni v tradicionalno aristokracijo, drugi pa so bili asimilirani v kmečko prebivalstvo. Položaj nove elite se je stabiliziral s sprejetjem strogih pravil dedovanja, kot je primogenitura – pravica najstarejšega sina do dedovanja celotnega družinskega premoženja. Plemiči so postali razslojeni na tiste, ki so imeli oblast, in tiste nižjega ranga, ki niso imeli niti zemlje niti vazalov. Plemstvo ni bilo nikoli zaprta skupina. Kralji so lahko preproste prebivalce povzdignili v aristokrate,  premožni preprosti prebivalci so se lahko poročali v plemiške družine, obubožani aristokrati pa so lahko izgubili svoj privilegiran status. Zahodni aristokrati so se pogosto s podporo svojih vladarjev selili na obrobje latinskega krščanstva ali zaradi njihovih vojaških sposobnosti ali kot osvajalci. Francosko govoreči plemiči so se večinoma naselili na Britanskem otočju, v južni Italiji ali na Iberskem polotoku, nemški pa v osrednjo in vzhodno Evropo. 
Duhovščina se je delila na dve razreda: posvetno duhovščino, ki je skrbela za duhovne potrebe vernikov in služila predvsem v župnijskih cerkvah, in redovniško duhovščino, ki je živela v samostanih skladno s pravili svojega reda.  Uvedba celibata – prepovedi duhovniške poroke – je katoliško duhovščino ločila od laikov. Cerkvena sodišča so imela izključno pristojnost nad sklepanjem zakonskih zvez. Cerkvene oblasti na zahodu so podpirale ljudska mirovna gibanja. Laiki so se morali od začetka 13. stoletja vsaj enkrat letno spovedati svojemu duhovniku, kar je okrepilo nadzor duhovščine nad njimi.
Ženske so morale biti uradno podrejene nekemu moškemu: očetu, možu ali drugemu sorodniku. Žensko delo je na splošno obsegalo gospodinjska ali druga domača opravila, kot je varstvo otrok. Kmečke žene so lahko družinske dohodke dopolnjevale s predenjem ali pivovarstvom. Meščanke so se lahko ukvarjale s trgovanjem, vendar pogosto samo z dovoljenjem moških. V nasprotju z moškimi jim ni bilo vedno dovoljeno usposabljanje vajencev. Plemkinje so lahko podedovale zemljo, če ni bilo moškega dediča. Za njihovo glavno vrlino je veljala njihova zmožnost rojevanja otrok. Ker ženske niso smele biti posvečene v duhovnice, je bil zanje v cerkvi odprt samo položaj redovnic.

### Oživitev gospodarstva
Večanje števila prebivalstva, večja kmetijska produktivnost in relativna politična stabilnost so postavili temelje trgovski revoluciji v 11. stoletju. Ljudje s presežkom denarja so začeli vlagati v dobrine, kot so sol, poper, svila, vino in med na oddaljenih trgih. Naraščajoča trgovina je prinesla nove metode ravnanja z denarjem in v Evropi so spet začeli kovati zlate kovance, najprej v Firencah in Genovi. Pojavile so se nove oblike komercialnih pogodb, ki so omogočale delitev tveganja v okviru partnerstev, znanih kot commenda ali compagnia. Pojavile so se tudi menice, ki so omogočale enostaven prenos denarja. Ker je bilo v obtoku veliko vrst kovancev, so menjalci denarja olajšali transakcije med lokalnimi in tujimi trgovci. Z njimi se je bilo mogoče pogajati o posojilih, kar je spodbudilo razvoj kreditnih ustanov, se pravi bank.
Ko so se lokalna trgovska središča razvila v mesta, je gospodarska rast povzročila nov val urbanizacije. Kralji in aristokrati so podpirali proces predvsem v upanju na povečanje davčnih prihodkov. Večina mestnih skupnosti je prejela privilegije, ki so priznavali njihovo avtonomijo, vendar je le malo mest lahko odpravilo vse elemente zunanjega nadzora. Meščani, ki so se ukvarjali z isto trgovino ali obrtjo, so se začeli združevati v cehe. Cehi so običajno  določili pravila, ki so urejala kakovost, usposabljanje in cene. Do lokalnih trgov so imeli dostop le njihovi člani.
Italijanske pomorske republike, kot so Amalfi, Benetke, Genova in Pisa, so bile prve, ki so imele koristi od oživitve trgovine v Sredozemlju.  Na severu Evrope so nemški trgovci ustanovili združenja, znana kot hanze, in nadzorovali trgovske poti, ki so povezovale Britanske otoke in Nizozemsko s Skandinavijo in vzhodno Evropo. Organizirati so se začeli sejmi, na katerih so lokalni trgovci trgovali s tujci. 
Gospodarska rast je judovskim trgovcem s podporo lokalnih vladarjev omogočila širjenje po Evropi. Judje se zunaj svojih skupnosti niso smeli ukvarjati s prestižnimi poklici in so pogosto prevzemali službe z nizkim statusom, kot so cunjarji ali pobiralci davkov. Posebej dejavni so bili pri denarništvu, ker so lahko prezrli krščansko cerkveno obsodbo posojanja za obresti. Judovski dninarji in zastavljalci so krepili antisemitizem, ki se je kazal v krvnem obrekovanju in pogromih. Vse večja zaskrbljenost cerkvenih oblasti glede judovskega vpliva na krščansko življenje je spodbudila pravno segregacijo in izgon Judov iz Anglije z Ediktom o izgonu kralja Edvarda I. leta 1290.

### Cerkvene reforme
Papeške volitve so v zgodnjem 11. stoletju nadzirali rimski aristokrati, vendar je cesar Henrik III. (vladal 1039–1056) zlomil njihovo oblast in na papeški prestol postavil reformistične klerike. S podporo ljudstva so kleriki dosegli priznanje svoje jurisdikcije v cerkvenih zadevah v mnogih delih Evrope. Vodja bizantinske cerkve, patriarh Mihael I. Kerularij (umrl 1059), je zavrnil papeško nadoblast, zato ga je papeški legat leta 1054 izobčil. Po vrsti medsebojnih izobčenj je razkol med vzhodom in zahodom privedel do ločitve rimskokatoliške vere in vzhodne pravoslavne cerkve.
Laična investitura – imenovanje klerikov s strani posvetnih vladarjev – je bila obsojena na zboru škofov v Rimu leta 1059. Henrikov sin Henrik IV., cesar Svetega rimskega cesarstva (vladal 1056–1105), je želel ohraniti pravico, da sam imenuje prelate v svojih deželah, vendar so njegova imenovanja razjezila papeža Gregorja VII. (papež 1073–1085). Njun spor se je razvil v investiturni boj, ki je vključeval tudi druge sile, ker se kralji niso prostovoljno odrekli nadzoru nad imenovanji v škofov in opatov. Konflikti so se končali s kompromisom, v primeru svetih rimskih cesarjev s konkordatom iz Wormsa iz leta 1122.
Visoki srednji vek je bil čas velikih verskih gibanj.  Stara romarska mesta, kot so Rim, Jeruzalem in Compostela, je obiskovalo vse več romarjev. Pomembna so postala tudi nova mesta, kot sta Monte Gargano in Bari. Pojavila so se ljudska gibanja, ki so podprla izvajanje cerkvene reforme, vendar je njihov antiklerikalizem včasih privedel do zavračanja katoliške dogme s strani radikalnih skupin, kot so valdenžani in katari. Za zatiranje herezije so papeži imenovali posebne preiskovalce, znane kot inkvizitorji. Samostanske reforme so se nadaljevale. Slovesnosti klunijskih samostanov so bile tuje tistim, ki so imeli raje enostavnejše hermetično meništvo zgodnjega krščanstva ali so želeli živeti »apostolsko življenje« v uboštvu in pridiganju. Ustanovljeni so bili novi meniški redovi, med drugim kartuzijani in cistercijani. V 13. stoletju je papež odobril beraške redove, ki so se preživljali z beračenjem (frančiškani in dominikanci).
Posamezniki, za katere se je govorilo, da prejemajo božanska razodetja, bi lahko predstavljali izziv za klerikalne monopole in najbolj spoštovane uradne doktrine. Cerkvene oblasti so pogosto dovolile čaščenje priljubljenih mistikov, kot je Frančišek Asiški (umrl 1226). Med priljubljenimi mistiki je bilo veliko žensk.  Med njimi je bila nuna Hildegarda iz Bingna (umrla 1179/1180) plodovita in zelo cenjena učenjakinja, ki je ponosno rekla, da »moškega ni mogoče narediti brez ženske«. Judovski misticizem je dosegel vrhunec v zbirki Zohar, povzetku kabalističnega učenja iz 13. stoletja.

### Vzpon državne moči
V visokem srednjem veku so se razvile institucije, ki so obvladovale politično življenje v Evropi do konca 18. stoletja. Pravica kralja, da vlada brez tujega posredovanja, je postala splošno sprejeta, kar je privedlo do ideje državne suverenosti. Koncept dedne monarhije se je okrepil. V vseh državah so kot dedinje na prestol prišle tudi prve kraljice. Osrednji urada kraljeve vlade sta postala državna pisarna in prizivno sodišče. Hitro se je razvil davčni sistem, saj prihodki iz kraljevih posesti niso več pokrivati državnih izdatkov. Davke so sprva pobirali predvsem za vojaške namene, proti koncu obdobja pa vse bolj redno.
Papeštvo, ki se je dolgo zavzemalo za neodvisnost od posvetnega vpliva, je začelo uveljavljati svojo zahtevo po posvetni oblasti nad krščanskim svetom. Papeška monarhija je dosegla svoj vrhunec pod pontifikatom Inocenca III. (papež 1198–1216). Kot vladarji večjega dela osrednje Italije in fevdalni vladarji nekaterih katoliških vladarjev so se papeži globoko vpletli v posvetno politiko. Sicilijo in južno Italijo, ki je bila v posesti langobardskih, bizantinskih in muslimanskih vladarjev, so med letoma 1016 in 1091 zavzele normanske vojske. Rogerij II. (vladal 1105–1154) je  normanske kneževine leta 1130 združil v Kraljevino Sicilijo. 
V Svetem rimskem cesarstvu so Otone leta 1024 nadomestili Salijci. Slednji so zaščitili nižje plemstvo, da bi zmanjšali moč vojvod, zavzeli Burgundijo in se nato pod Henrikom IV. spopadli s papeštvom. Leta 1137 so Salijce nasledili Staufovci. Njihovi ponavljajoči se konflikti s papeštvom so severnoitalijanskim mestom in nemškim knezom omogočili, da so od njih izsilili precejšnje koncesije. Leta 1183 je Friderik I. Barbarossa (vladal 1155–1190) langobardskim mestom odobril pravico, da volijo svoje voditelje. Avtonomija knezov je bila priznana med vladavino njegovega vnuka Friderika II. (vladal 1220–1250). Prizadevanja Friderika II., da bi prevladal v Italiji, so sčasoma pripeljala do padca njegove dinastije. V Nemčiji se je začelo obdobje državljanske vojne, med katero je Sicilijo – Friderikovo dediščino po materini strani – zavzel ambiciozni francoski princ Karel I. Anžujski (vladal 1266–1285).  V medvladju med državljansko vojno je bila ponovno potrjena pravica sedmih volilnih knezov, da volijo kralja. Rudolf I. Habsburški (vladal 1273–1291), prvi nemški kralj, izvoljen po medvladju, je spoznal, da ne more obvladovati celotnega imperija. Svojim sinovom je podelil Avstrijo in s tem postavil temelje za prihodnjo prevlado Habsburžanov v srednji Evropi.  Po njegovi smrti so tri alpske kmečke skupnosti ustanovile Švicarsko konfederacijo, da bi obranile svojo avtonomijo pred njegovimi sorodniki.
Francoski monarhi so počasi začeli širiti svojo oblast nad plemstvom. Kralji so se soočali z močnim tekmecem v normandijskih vojvodah, ki so leta 1066 pod Viljemom Osvajalcem (vladal 1035–1087) osvojili Anglijo. Imperij na obeh straneh Rokavskega preliva se je še razširil, ko je prestol zasedel Henrik II. Angleški (vladal 1154–1189) iz Anžujske dinastije, ki je z dedovanjem in poroko pridobil velika območja Francije.  Med njegovo vladavino so bila ustanovljena prva anglo-normanska gospostva na Irskem. Anžujsko cesarstvo je  pod njegovim sinom Rihardom I. (vladal 1189–1216) ostalo nedotaknjeno, Rihardov brat Ivan Brez dežele (vladal 1199–1216) pa je  izgubil posesti v severni Franciji v korist  francoskega kralja Filipa II. Avgusta (vladal 1180–1223). Ivanovi poskusi, da bi ponovno pridobil ozemlje v Normandiji, ni bilo uspešno in pripeljalo do objave Velike listine svoboščin, ki je potrdila pravice in privilegije svobodnjakov v Angliji. V Franciji je sin Filipa Avgusta Ludvik VIII. (vladal 1223–1226) velik del očetovih osvojitev razdelil med svoje mlajše sinove kot apanaže, tako rekoč neodvisne province, da bi olajšal njihovo upravljanje. Njegov sin Ludvik IX. (vladal 1226–1270) je izboljšal lokalno upravo z imenovanjem inšpektorjev, znanih kot enquêterji, ki so nadzirali ravnanje kraljevih uradnikov. Kraljevo sodišče v Parizu je začelo na rednih zasedanjih skoraj vse leto sprejemati pritožbe podložnikov.
Krščanske države na Iberskem polotoku  so se začele vojskovati proti islamskim državam na jugu. Obdobje je znano kot rekonkvista. Po številnih delitvah in ponovnih združitvah krščanskih držav se je krščanski sever do leta 1230 združil v štiri kraljestva: Kastilija, Aragonija, Navara in Portugalska. Aragonija je potem, ko je osvojila Sicilijo od italijanskih Anžujcev in Sardinijo od Genovežanov, postala  pomorska sila. Jug Iberskega polotoka je ostal pod oblastjo islamskih držav, sprva pod Kordovskim kalifatom, ki je leta 1031 razpadel v množico majhnih držav (taifa). Na jugu polotoka so Almoravidi in nato Almohadi, oboji iz Magreba, leta 1110 oziroma 1170 vzpostavili centralizirano oblast, vendar sta njuna imperija hitro razpadla in omogočila nadaljnjo širitev krščanskih kraljestev. Razširile so se tudi katoliške skandinavske države. Norveški kralji so prevzeli nadzor nad nordijskimi kolonijami na Islandiji in Grenlandiji, Danska je zasegla dele Estonije, Švedi pa so osvojili Finsko.
Na vzhodu je Kijevska Rusija razpadla na neodvisne kneževine. Med njimi je prevladujoča sila postal severni Vladimiro-Suzdal, potem ko je suzdalska vojska leta 1169 oplenila Kijev. Na avtonomne vojvodine je razpadla tudi Poljska, kar je češkim kraljem omogočilo širitev kraljestva v Šlezijo. Ogrski kralji so zasegli Hrvaško, vendar so spoštovali svoboščine domačega plemstva. Zahtevali so, vendar le občasno dosegli, tudi oblast v Dalmaciji, Bosni in nad nomadskimi Kumani.  Kumani so podpirali Bolgare in Vlahe med njihovim uporom proti Bizantinskemu cesarstvu, kar je v poznem 12. stoletju privedlo do obnove Bolgarskega cesarstva. Zahodno od Bolgarije se je osamosvojila Srbija.
Z vzponom Mongolskega cesarstva pod Džingiskanom (vladal 1206–1227) je Evropo dosegla nova ekspanzionistična sila. Mongoli so med letoma 1236 in 1242 osvojili Volško Bolgarijo, razbili ruske kneževine in opustošili veliko regij na Poljskem, Ogrskem, Hrvaškem, v Srbiji in Bolgariji. Njihov vrhovni poveljnik, Džingiskanov vnuk Batu kan (vladal 1241–1256), je za svoji prestolnico izbral Saraj na Volgi in ustanovil Zlato hordo, praktično avtonomno mongolsko državo. Mongoli so od ruskih kneževin pobirali velike davke, ruski knezi pa so se morali za svoje gospodarske in politične koncesije podrediti mongolskim kanom. Anatolski Seldžuski sultanat je pod pritiskom Mongolov razpadel na majhna, vendar pogosto agresivna turška gospostva. Med njimi je na bizantinski meji vladal Osmanski klan. Mongolskemu osvajanju je v vzhodni Evropi sledilo mirno obdobje, ki je omogočilo razvoj neposrednih trgovinskih stikov med Evropo in Kitajsko prek novih genovskih kolonij v črnomorski regiji. 

### Križarske vojne
Stalni spopadi Cerkve s posvetnimi oblastmi so privedli do militarizacije papeštva. Papež Urban II. (papež 1088–1099) je kot odgovor na bizantinski poziv za vojaško pomoč proti Turkom Seldžukom na koncilu v Clermontu razglasil prvo križarsko vojno. Za cilj vojne je razglasil osvoboditev Jeruzalema in vsem udeležencem je obljubil odpustitev vseh grehov. Več deset tisoč preprostih prebivalcev je oblikovalo ohlapno organizirane skupine in odšlo na vzhod. Preživljali so se s plenjenjem in napadali judovske skupnosti. Nekaj jih je doseglo Anatolijo, kjer so jih uničili Seldžuki. Prva križarska vojna se je uradno začela leta 1096 pod poveljstvom uglednih aristokratov, kot sta bila  Godfrej Bouillonski (um. 1100) in Rajmond IV. Touluški (um. 1105). Križarji so premagali Seldžuke v velikih bitkah pri Dorileju in Antiohiji, kar je Bizantincem omogočilo, da so povrnili zahodno Anatolijo. Zahodnjaki so na osvojenem ozemlju na Bližnjem vzhodu ustanovili križarske države, vendar je bila njihova varnost odvisna od zunanje vojaške pomoči. Grofijo Edeso so muslimani uničili leta 1144, kar je sprožilo drugo križarsko vojno (1147–1149). Muslimanski voditelj Saladin (um. 1193) je leta 1187 zavzel Jeruzalem, kar je sprožilo tretjo križarsko vojno (1189–1192). Slednji križarski vojni sta podaljšali obstoj križarskih držav za eno stoletje, dokler ni zadnja križarska trdnjava v Sveti deželi leta 1291 padla v roke egipčanskih Mamelukov.
Papeštvo je ideologijo križarskih vojn uporabilo tudi drugod.   Iberske križarske vojne so se združile z rekonkvisto in do leta 1248 zmanjšale ozemlje Al Andaluza na Granadski emirat. Širjenje nemških in skandinavskih vladarjev proti sosednjim poganskim plemenom se je razvilo v severne križarske vojne, ki so prisilile številna slovanska, baltska in finska ljudstva v asimilacijo v  kulturo katoliške Evrope. Četrta križarska vojna je bila preusmerjena iz Svete dežele v Konstantinopel. Križarji so leta 1204 zavzeli mesto in ga izropali in ustanovili Latinsko cesarstvo. Mihael VIII. Paleolog (vladal 1259–1282), vladar skrčene bizantinske države v Anatoliji, je leta 1261 ponovno zavzel Konstantinopel, deli Grčije pa so ostali pod zahodno oblastjo. Albižanska križarska vojna proti katarom v Okcitaniji je francoski monarhiji ponudila priložnost, da se razširi na jug.
Križarsko gibanje je s svojimi edinstvenimi obredi in ustanovami postalo vodilni element srednjeveškega življenja. Križarsko prisego je bilo od leta 1213 mogoče izpolniti tudi z plačilom v denarju kar je povzročilo prodajo plenarnih odpustkov s strani cerkvenih oblasti. Križarske vojne so združile meniško življenje z vojaško službo v več novih meniških redih, vključno s templjarji, hospitalci in tevtonskimi vitezi. Tevtonski vitezi so večino svoje dejavnosti osredotočili na Baltik, kjer so leta 1226 ustanovili lastno državo.

### Intelektualno življenje
V poznem 11. stoletju so začeli stolniški kapitlji ustanavljati versko manj stroge šole, ki so tradicionalne samostanske šole kmalu potisnile v ozadje. Šole, ki so dosegle najvišjo stopnjo mojstrstva v disciplinah, ki so jih poučevale, so od papeža ali cesarja Svetega rimskega cesarstva prejele naziv studium generale ali univerza. Nove izobraževalne ustanove so spodbudile znanstveno razpravo. Še posebej burne so bile razprave med realisti in nominalisti o pojmu »univerzalij«. Filozofski diskurz je spodbudilo ponovno odkritje starogrškega filozofa Aristotela (um. 322 pr. n. št.) in njegov poudarek na empirizmu in racionalizmu. Učenjaki, kot sta bila Pierre Abélard (um. 1142) in Peter Lombardijski (um. 1164), so v teologijo uvedli aristotelovsko logiko. Sholastika, nova metoda intelektualnega diskurza in pedagogike, je zahtevala preučevanje avtoritativnih besedil, zlasti Vulgate in patristične literature, vendar sklicevanje nanje ni več moglo prevladati nad racionalnimi argumenti.  Sholastični akademiki so povzeli svoje poglede in poglede drugih avtorjev o določenih temah v obsežnih zbirkah povzetkov, znanih kot summae, vključno s Summa theologica Tomaža Akvinskega (um. 1274). 
Na kraljevih in plemiških dvorih sta se razvila viteštvo in etos dvorne ljubezni. Ta kultura se je izražala v ljudskih jezikih in ne v latinščini in je bila sestavljena iz pesnitev, zgodb, legend in priljubljenih pesmi. Zgodbe so bile pogosto zapisane v chansons de geste, pesmih velikih dejanj, ki so poveličevale pogosto brutalna dejanja njihovih moških junakov, vključno s Pesmijo o Rolandu in Pesmijo o Cidu. Viteška romantika je opevala čisto ljubezen, erotika pa se je izražala predvsem v pesmih trubadurjev. Viteško literaturo so navdihnile klasična mitologija in keltske legende o kralju Arturju, ki jih je zbral Geoffrey iz Monmoutha (um. 1155). Druge literarne zvrsti so vključevale duhovne avtobiografije, kronike, filozofske pesmi in hvalnice. V gledališču so se razvile misteriozne igre, priljubljene pa so bile tudi komične farse, vključno s deli Adama de la Halleja (um. 1287/1288). Polifonija, ki je bila prej prisotna le v liturgiji, se je v obliki motetov prenesla tudi v posvetno glasbo. Njihova priljubljenost je privedla do bledenja starejših liturgičnih oblik, kot je organum. Skladatelji so se odmaknili od tradicionalnih ritmičnih načinov, kar je zahtevalo izum novega notnega zapisa, znanega kot menzuralna notacija, ki ga je v glavnem razvil glasbeni teoretik Franko Kölnski okoli leta 1260.
Odkritje kopije Justinijanovega Corpus juris civilis v 11. stoletju je utrlo pot sistematičnemu študiju rimskega prava v Bologni, kar je privedlo do zapisovanja in standardizacije pravnih zakonikov po vsej zahodni Evropi. Okrog leta 1140 je menih Gracijan (ustvarjal v 12. stoletju), učitelj v Bologni, napisal Decretum Gratiani, ki je postal standardno besedilo cerkvenega prava v katoliški Evropi. Rimske številke so pod islamskim vplivom zamenjale arabske in decimalni sistem, izum algebre pa je omogočil naprednejšo matematiko. Razvoju astronomije je koristil prevod Ptolemajevega Almagesta iz grščine v latinščino. Medicino so študirali zlasti v južni Italiji, kjer je islamska medicina zelo vplivala na šolo v Salernu.

### Arhitektura in umetnost
Gradnja gradov se je nadaljevala. Kamniti gradovi so se gradili predvsem v regijah s šibko centralno oblastjo. Številni gradovi so imeli stolp in obrambni jarek (mota) ali visok stolp in obzidje (bergfrid). Mestne družine v italijanskih mestih so gradile predvsem visoke stolpe. Velika romanja so spodbudila gradnjo velikih cerkva na koncu romarskih poti. Vse to je privedlo do razvoja kamnite arhitekture, ki je spominjala na klasične rimske zgradbe in je znana kot romanska arhitektura. Romanske stavbe imajo masivne kamnite stene, okrašene z reliefi in banjaste, križne ali rebraste oboke s številnimi lokalnimi različicami. Tradicionalna bizantinska cerkvena arhitektura je še vedno prevladovala na Balkanu, vendar je na nekaterih srbskih cerkvah opazen tudi romanski vpliv.
Romanska umetnost, zlasti kovinski izdelki, je bila najbolj prefinjena v mozanski umetnosti. Ohranjenih je le malo stenskih poslikav, čeprav se v pisnih virih na veliko omenjajo. Pojavili so se potujoči umetniki, cerkve in gradove so začeli krasiti s tapiserijami, duhovniška oblačila pa z vezeninami.
Inovacije v gradbeništvu so omogočile, da se je romanska arhitektura razvila v gotsko, ki je vključevala koničaste loke za zmanjšanje bočnega potiska, leteče opornike za ojačitev sten in rebraste oboke. Nove rešitve so omogočile uporabo velikih raznobarvnih oken. Gotska arhitektura se je prvič pojavila med obnovo opatije Saint-Denis v bližini Pariza pod vodstvom opata Sugerja (um. 1151). Novi slog se je hitro razširil in prevladoval v cerkveni arhitekturi v večjem delu katoliške Evrope do konca srednjega veka.
Iluminirani rokopis se je iz samostanov postopoma preselil v posvetne delavnice. Za laike so se razvili molitveniki. Obdelava kovin je ostala najprestižnejša oblika umetnosti, z limogeškim emajlom kot priljubljeno in razmeroma dostopno možnostjo. V Italiji so inovacije Cimabueja, Duccia in Giotta (um. 1337) dodelale tabelno slikarstvo in freske. Vse večja blaginja v 12. stoletju je povzročila širjenje posvetne umetnosti. Ohranjenih je veliko izrezljanih predmetov iz slonovine, vključno z okraski, glavniki in majhnimi verskimi figurami.

### Tehnologija in vojska
Tehnologija se je razvila predvsem v manjših inovacijah in s prevzemom naprednih tehnologij iz Azije s posredovanjem muslimanov. Večji tehnološki napredek je vključeval prve mehanske ure, konveksna očala ter proizvodnjo destiliranih žganih pijač. V Evropi so bile v 11. stoletju uvedene vodoravne statve in po leto 110 prvi mlini na veter. Kolovrati so se pojavili okoli leta 1200. Obsežni gradbeni projekti so povečali povpraševanje po surovinah, kot so les, kamen in opeka. Ladjedelništvo se je izboljšalo z uporabo reber in desk namesto rimskih zarez in čepov. Druge izboljšave ladij so vključevale zadnja jadra in krmno krmilo, kar je povečalo njihovo hitrost. Astrolab in kompas sta omogočala navigacijo na velikih razdaljah od obale.
Razvoj sistema kolobarjenja pridelkov s tremi polji je za več kot 30 odstotkov povečalo izrabo zemlje in s tem večje pridelave. Izboljšava pluga je omogočila učinkovitejšo obdelavo tudi težjih tal, iznajdba konjskega komata pa rabo vlečnih konj, ki so potrebovali manj paše kot voli. Poleg žit so se začele pogosteje gojiti stročnice, kot so grah, fižol in leča.
V vojaških zadevah se je povečala raba specializirane pehote. Še vedno je prevladovala težka konjenica, vendar so vanjo pogosto vključevali konjeniške in pehotne samostrelce, saperje in inženirje. Uporaba samostrela se je povečala, deloma zaradi povečanja obsega kooblegovalnega bojevanja. To je privedlo tudi do uporabe čelad z zaprtim obraznim delom, težkih neprebojnih jopičev in konjskih oklepov. V nasprotju z Evropo so Mongoli ostali lahko oklepljeni stepski konjeniki tudi potem, ko so prevzeli kitajske vojaške naprave. V njihovih uspešnih vojaških akcijah je bil pomemben dejavnik obsežna raba vohunov za izvidništvo sovražnikovega ozemlja.

## Pozni srednji vek

### Družba in gospodarstvo
Povprečna letna temperatura je začela okoli leta 1200 padati. Začela se je mala ledena doba. Podnebne spremembe so povzročile kmetijsko krizo, ki so dosegle vrhunec v veliki lakoti 1315–1317. Sestradani kmetje so poklali tudi vprežno živino, preživeli pa so morali vložiti izjemne napore za oživitev kmetijstva. Lakoti je leta 1346 sledila pandemija črne kuge, ki se je razširila po vsej Evropi in pomorila približno tretjino prebivalstva. Kuga se je pojavljala do leta 1400 in zmanjšala število prebivalcev na približno polovico.
Travme, povezane s kugo, so povzročile pogrome nad Judi in bičanja flagelantov do smrti. Kmetje, ki so preživeli pandemijo, so lastnikom plačevali nižje najemnine, vendar je povpraševanje po kmetijskih pridelkih upadlo do te mere, da so tudi nižje cene komaj pokrile stroške. Mestni delavci so prejemali višje plače, vendar so bili hkrati močno obdavčeni. Vlade so občasno poskušale zvišati najemnine za zemljo ali obdržati nizke mestne plače, kar je izzvalo ljudske vstaje v Franciji, kmečki upor v Angliji in Ciompijev upor v Firencah. Konflikti so polarizirali etnične skupine, lokalni statuti pa so prepovedovali medetnične poroke in omejevali članstvo v cehih po etničnih kriterijih. Zasebni spori  v politično razdrobljenih regijah so bili skoraj trajni in lokalni spopadi so pogosto prerasli v obsežne vojne.
Delo, ki so ga kmetje dolgovali v zameno za svojo zemljiško posest, se je pogosto spremenilo v denarno najemnino, kar je zemljiški gospodi zagotavljalo stabilen vir dohodka. Zemljiška gospoda se je združila in od vlade izsiljevala privilegije, vendar je kraljeva uprava začela ščititi interese revnih. Tlačanstvo je bilo marsikje uradno odpravljeno, drugod, predvsem v Srednji in Vzhodni Evropi, pa je bilo vsiljeno tudi svobodnim najemnikom. Vzpon bančništva se je nadaljeval, delno zaradi rasti prenosov papeških prihodkov preko državnih meja s posredovanjem velikih trgovskih hiš. Banke so z velikim tveganjem posojale denar vojskujočim se kraljevim družinam. Bankrotiranim bankam kralji seveda niso odplačali posojil.
Judovske skupnosti so bile trajno izgnane iz Francije in začasno iz večine nemških mest in kneževin. V nasprotju z njimi so ogrski in poljski vladarji spodbujali priseljevanje judovskih dninarjev.  Množični pogromi v Španiji so leta 1391 privedli do množičnega spreobračanja Judov v katolištvo. »Novi kristjani« so bili pogosto  osumljeni krivoverstva in ustanovljena je bila španska inkvizicija, da bi preizkusila trdnost njihove vere. Judje, ki se niso hoteli spreobrniti, so bili leta 1492 izgnani iz Španije in leta 1497 iz Portugalske. Večina španskih Judov je odšla v Osmansko cesarstvo.

### Ponovna oživitev države
Četudi se je moč centralnih vlad še naprej krepila, je ob koncu obdobja obstajalo več kot 500 bolj ali manj avtonomnih političnih enot.  Uspešne dinastije so vladale več državam, predvsem v tesnem sodelovanju z lokalnimi elitami, vendar niso mogle svobodno prerazporejati virov med svojimi kraljestvi. O fiskalnih in vojaških zadevah so redno razpravljali s predstavniki elitnih skupin, predvsem plemstva, prelatov in meščanov, na zakonodajnih skupščinah, imenovanih parlament, dieta, cortes ali Landtag. Pravni postopki so se izboljšali, ko je bila diskrecijska pravica, ki so jo prej delili kralji in njihovi podporniki, prenesena na poklicne pravnike.
V Nemčiji so bili izvoljeni cesarji le vrhovni razsodniki, tudi če so imeli v svojih dednih deželah neomejeno oblast. Cesarska oblast je bila še bolj omejena v Italiji, kjer so Firence, Milano in Benetke izkoristil vakuum moči za svojo širitev. Večstoletno rivalstvo med Anglijo in Francijo je preraslo v stoletno vojno, ko je Edvard III. (vladal 1327–1377) leta 1337 zahteval francoski prestol. Angleži so zmagali v bitkah pri Crécyju in Poitiersu, zavzeli mesto Calais in do leta 1360 prevzeli oblast nad razširjeno Gaskonjo. Aristokratski spori v Franciji so prerasli v državljansko vojno, kar je omogočilo Henriku V. Angleškemu (vladal 1413–1422), da si je prilastil velik del Francije.  Neosvojene francoske pokrajine so se močno uprle, za kar so jih spodbudila videnja kmečkega dekleta Ivane Orleanske (umrla 1431). Do leta 1453 je Karel VII. Francoski (vladal 1422–1461) izgnal Angleže iz cele države, razen iz Calaisa. V Angliji se je začela dolga državljanska vojna, znana kot vojna dveh rož, ki se je končala, ko je Rihard III. (vladal 1483–1485) umrl v boju pri Bosworthu in je njegov nasprotnik Henrik Tudor utrdil svojo oblast kot Henrik VII. (vladal 1485–1509). Vojne so preprečile Angležem, da bi razširili svojo oblast na celo Britansko otočje. Kraljeva oblast na Škotskem je bila šibka, na večjemu delu Irske pa so vladali sprti lokalni lordi.
Težave z nasledstvom niso bile neobičajne v iberskih kraljestvih. Medsebojne poroke med kraljevimi hišami so ustvarile nasprotujoče si zahteve po prestolih in nezakonski kraljeve otroci so lahko upravičeno zahtevali očetovo dediščino. Portugalska je z zavzetjem Ceute leta 1415 odprla novo bojišče proti muslimanom v Maroku. Aragonija in Kastilija sta bili razdeljeni zaradi sporov med frakcijami mogotcev ali zaradi omejitev kraljeve vlade, dokler nista Izabela I. Kastiljska (vladala 1474–1504) in njen aragonski mož Ferdinand II. Aragonski (vladal 1479–1516) okrepila kraljevo oblast. Z osvojitvijo Ganade leta 1492 sta zaključila rekonkvisto.
Zamisel o voljenem kralju je oživela v srednjeevropskih in skandinavskih monarhijah iz različnih razlogov, vključno z odporom aristokracije do tujih vplivov. Kraljeva oblast je bila na Poljskem obnovljena v začetku 14. stoletja, v obdobju, ko se je okrepila širitev tevtonskih vitezov. Vitezi so primarno ciljali na Litvo, ohlapno zvezo večinoma poganskih litovskih poglavarjev in pravoslavnih ruskih kneževin. Skupni sovražnik je spodbudil ustanovitev poljsko-litovske unije, sklenjene s poroko litovskega velikega kneza Jogaile (vladal 1377–1434) in poljske kraljice Jadvige (vladal 1384–1499), ter spreobrnitvijo Litovcev v katolištvo. V Skandinaviji je Margareta I. Danska (vladala 1387–1412) leta 1397 združila Dansko, Norveško in Švedsko v Kalmarsko unijo, od katere je obstala samo dansko-norveška unija.
Po poljskih, madžarskih in litvanskih vpadih ter nasledstvenih krizah, ki so v 14. stoletju spodkopale moč Zlate horde, so moskovski knezi začeli priključevati ruske kneževine, pogosto v konkurenci z Litvo.  Pod velikim moskovskim knezom Ivanom III. Vasiljevičem (vladal 1462–1505) je osvojitev velikih trgovskih mest Novgoroda in Tverja dopolnila prevlado Moskovije na severovzhodu Evrope. V jugovzhodni Evropi sta nastali majhni vlaški kneževini Vlaška in Moldavija. Njuni vladarji so praviloma sprejemali nadoblast ogrskih ali poljskih kraljev.

### Propad Bizanca in vzpon Osmanov
Obnovljeno Bizantinsko cesarstvo, soočeno s finančnimi krizami in grožnjami z zahoda, ni moglo preprečiti turške ekspanzije v Anatolijo. Upori katalonskih plačancev in ponavljajoče se državljanske vojne so dodatno oslabile cesarstvo, kar je omogočilo Osmanskim Turkom, da so leta 1354 vzpostavili strateško mostišče na Galipoliju. Osmani so v samo enem stoletju podredili konkurenčna jugovzhodna evropska kraljestva, kneževine in gospostva v vazalne in tributarne države. Mednarodni koalicijski vojski sta bili v bitki pri Nikopolju (1396) in križarskem pohodu na Varno (1444) uničeni in Zahod ni mogel zaustaviti osmanskega napredovanja v Evropo. Zadnji bizantinski cesar, Konstantin XI. Paleolog (vladal 1449–1453), je umrl med obleganjem Konstantinopla sultana Mehmeda II. (vladal 1451–1481). Nadarjeni vojaški poveljniki (Skenderbeg, János Hunyadi in moldavski knez Štefan Veliki) so nekaj časa odbijali posamezne osmanske napade, vendar so Osmani kmalu osvojili skoraj ves Balkan: Bolgarijo leta 1396, Srbijo leta 1459, bizantinsko Grčijo leta 1460 in Bosno leta 1463. Odpor albanskega plemstva je bil zlomljen leta 1488. Osmanska oblast je bila zelo centralizirana in sultani so na najvišje položaje pogosto imenovali svoje sužnje. V poznem 15. stoletju so sultani začeli ubijati svoje brate, da bi se izognili nasledstvenim krizam.

### Nesoglasja v Cerkvi
Dolgotrajne papeške volitve in spori z rimsko aristokracijo so spodkopali papeško avtoriteto v Italiji in sedež papeštva se je leta 1309 prestavil v Avignon. V obdobju avignonskega papeštva je vodstvo katoliške cerkve prevzel francoski dvor. Ko je francoski kralj Filip IV. (vladal 1285–1314) vložil lažne obtožbe proti bogatim vitezom templjarjem, papež Klemen V. (papež 1305–1314) ni mogel preprečiti njihovega uničenja leta 1312.  Papeški sedež je bil leta 1377 zaradi pritiska ljudstva vrnjen v Rim, a so spori v cerkvenem vodstvu kljub temu pripeljali do razkola. Nastali sta dve, kasneje celo tri linije  papežev, ki so jih podpirale različne države. Razkol je bil razrešen na Konstanškem koncilu z odstopom enega od papežev in odstavitvijo njegovih dveh tekmecev, kar je utrlo pot izvolitvi italijanskega kardinala za papeža Martina V. (1417–1431).
Teološke razprave so se okrepile.  Angleški teolog John Wycliffe (umrl 1384) je kritiziral ljudska dejanja pobožnosti, kot so romanja, in izpodbijal katoliško doktrino o evharistiji. Njegovi nauki so vplivali na dve veliki verski gibanji, ki so ju katoliške oblasti obsodile kot heretični: lolardstvo v Angliji in husitstvo na Češkem.  Češko gibanje se je začelo z nauki češkega teologa Jana Husa (umrl 1415), ki je bil ljub zagotovilom o varnosti  sežgan na grmadi med koncilom v Konstanci. Husitstvo, tarča križarskih vojn proti krivoverstvu, je na Češkem preživelo kot uradno priznana denominacija. Bizantinski cerkveni voditelji so se v upanju na podporo Zahoda proti Osmanom na  Florentinskem koncilu (1438–1439) podredili papežu, vendar je večina pravoslavnih vernikov zavračala nadoblast papežev in tistih, ki so podpirali cerkveno zvezo.
Cvetela sta mistika in nabožna literatura. Mojster Eckhart (umrl 1327), kritik Tomaža Akvinskega, je vernike spodbujal, naj se osredotočijo na izpopolnjevanje svojega notranjega božanskega jedra. Njegova dela so bila zaradi herezije cenzurirana, a se je klub temu ohranilo nekaj del, ki jih je zbral protestantski reformator Martin Luter (umrl 1546).  Najbolj značilno poznosrednjeveško reformno gibanje, Devotio moderna (slovenslo Moderna pobožnost), je poudarjalo laično pobožnost, izkušnjo skupnosti in osebno vero. V pravoslavnem svetu sta atoška meniha Gregor Sinajski (umrl 1346) in Gregor Palama (umrl 1359) spodbujala obliko meditativnih molitev, znanih kot hezihazem. Splošni strah pred zlimi običaji je okoli leta 1450 pripeljal do prvih čarovniških procesov. Napisan je bil priljubljen priročnik Malleus maleficarum (slovensko Kladivo čarovnic), ki je postavil temelje za srednjeveški lov na čarovnice.

### Učenjaki, intelektualci in raziskovalci
Pomembni poznosrednjeveški filozofi so se oddaljili od aristotelske logike. Med njimi je Vilijem iz Ockhama (umrl okoli 1348) zaključil, da filozofija narave ne more dokazati obstoja Boga. Pod njegovim vplivom večina učenjakov, ki so raziskovali predmete s preverljivimi zaključki, kot sta matematika ali fizika, ni več preučevala teoloških vprašanj. Marsilija Padovanskga (umrl 1342) je Aristotel še vedno tako navdihoval, da je zagovarjal pravico skupnosti, da ureja svoje življenje in nadzira duhovščino. Učenjaki, kot je bil Petrarka (umrl 1374), so intenzivno preučevali klasično književnost. Mnogi so poudarjali človeško dostojanstvo in bili zato znani kot humanisti.
Dantejeva poezija (umrl 1321) in Boccacciova proza (umrl 1375), oba sta bila iz Firenc, sta pokazala, da je italijansko toskansko narečje dozorelo v knjižni jezik, enakovreden latinščini. Enako raven je dosegla angleščina s Canterburyjskimi zgodbami Geoffreyja Chaucerja (umrl 1400). Francoščina se je standardizirala s teoretičnimi razpravami o viteški književnosti. Ena najostrejših kritikov viteških romanc, Christine de Pizan († ok. 1430), je napisala feministično utopistično Knjigo o mestu dam. Standardizacija struktur pesmi v zgodnjem 14. stoletju v Parizu je bila  osrednjega pomena za posvetni slog ars nova, ki ga je uvedel Guillaume de Machaut (umrl 1377), in utemeljila tri formes fixes (stalne oblike): rondo, balado in virelai.  Severna ars nova, vrhunec zgodnejše posvetne monofonije in svete polifonije ars antiqua, se je pozneje v Avignonu razvila v južni slog ars subtilior, znan po svoji ritmični zapletenosti.  Italija je razvila lastno posvetno glasbo, ki jo je sponzoriral dvor. Trecentski slog z vodilnim skladateljem  Francescom Landinijem (umrl 1397), in angleški dontenance angloise (dobesedno angleški način) z najvidnejšim skladateljem Johnom Dunstaplejem (umrl 1453), sta v glasbo  vnesla  harmonične inovacije, ki so oblikovale kasnejšo renesančno glasbo.
Z ustanavljanjem novih šol in univerz se je pismenost izboljšala po vsej Evropi. Šole so pogosto sponzorirale mestne oblasti ali premožni posamezniki. Iznajdba tiskarskega stroja s premičnimi črkami je poenostavila množično izdajo knjig, konkurenca med založbami pa je prispevala k hitremu širjenju novic in idej.
Več dejavnikov, predvsem naraščajoče povpraševanje po zlatu in želja evropskih trgovcev, da bi se izognili carinskim dajatvam, je spodbudilo iskanje neposredne pomorske poti v Indijo ob afriški obali. Sprva so bili vodilni raziskovalci Portugalci: Dinis Dias je leta 1444 pristal na Zelenortskih otokih, Bartolomeu Dias (umrl 1500) je leta 1486 odplul do Rta dobrega upanja, Vasco da Gama (umrl 1524) pa je leta 1498 dosegel Indijo. Po obisku afriških trgov s sužnji so se  Portugalci močno zapletli v trgovino s sužnji z Evropo in muslimanskim svetom. Krištof Kolumb je predlagal alternativno zahodno pot do Indije. Za svoje raziskovalno potovanje, ki je pripeljalo do evropskega odkritja Amerike leta 1492, je pridobil podporo Isabelle Kastiljske.

### Tehnološki in vojaški razvoj
S povečanjem proizvodnje tkanin, druge največje gospodarske dejavnosti za kmetijstvom,  se je povečala reja ovac z dolgo volno, ki je omogočila predenje trdnejših prej. Z uvedbo gumbov za zapenjanje oblačil se je izboljšalo prileganje oblačil. V kovinarstvu je plavž povečal količino in kakovost železa. V Benetkah je bil leta 1447 sprejet zakon o patentih, ki je izumiteljem podelil desetletni monopol nad njihovimi izumi.
Povečani davčni prihodki so omogočili zaposlovanje vedno večjega števila plačancev, tako da so se sredi 14. stoletja v vojnah začeli boriti borili predvsem poklicni vojaki. Plačance so sprva najemali samo v vojnah, potem pa je bila v poznih 1440. letih v Franciji ustanovljena prva stalna plačana vojska. Osmansko cesarstvo je okoli leta 1438 ustanovilo pehotne enote janičarjev, sestavljene iz ugrabljenih krščanskih fantov. Na Češkem so se začele husitske verske vojne, v katerih so na začetku prepričljivo zmagovali husiti z uporabo utrdb iz vozov. V začetku 14. stoletja so bili omenjeni prvi topovi, okoli leta 1360 pa se je začela hitro širiti uporaba poceni pištol.

### Umetnost in arhitektura
Najbogatejši italijanski in francoski knezi so redno najemali tuje umetnike, kar je privedlo do zbliževanja dvornih slogov. Gotska umetnost se je okoli leta 1400 razširila na večino Evrope  in ustvarila mojstrovine v kiparstvu in miniaturi. Po vsej Evropi se je razširila posvetna umetnost. Premožni trgovci v Italiji in Flandriji so v 15. stoletju postali pomembni meceni, ki so naročali svoje portrete in kupovali vedno več luksuznih predmetov, kot so nakit, bogato okrašene skrinje in lončenina iz majolike. V Franciji in Flandriji je tkanje tapiserij postalo velika luksuzna industrija.
Firence so postale središče intelektualnega in umetniškega življenja večino quattrocenta. Medičejci, najvplivnejša firenška družina, so zbrali pomembno zbirko klasičnih kipov in jo dali na ogled lokalnim umetnikom. Toskanski arhitekt Filippo Brunelleschi (umrl 1446) je pred načrtovanjem kupole Firenške stolnice preučil rimski Panteon. Pomembna inovacija v slikarstvu je bila enotočkovna perspektiva, ki je ustvarila vtis globine. Umetniki zgodnje renesanse so v umetniških delih obnovili akt in erotiko, vključno s homoerotiko, kot sta Boticellijevo (umrl 1510) Rojstvo Venere in Donatellov (umrl 1466) bronasti kip Davida. Flamski slikarji so temeljiti izboljšali svojo tehniko. Ko je Jan van Eyck (umrl 1441) dokončal svoj Gentski oltar, je z oljno barvo ustvaril prosojno površino in grmičke bolj naravne.
Sredi 15. stoletja so tiskarne po vsej Evropi začele množično tiskati poceni igralne karte in primitivne verske podobe. Knjižni bloki, lesorezi z ilustracijami in besedilom, so hitro postali priljubljeni. S to tehniko sta bili natisnjeni Biblia pauperum (Biblija revežev) in Ars moriendi (Umetnost umiranja). Zelo brane so postale grozljive zgodbe, vključno z nemškimi knjižicami, ki so opisovale okrutna dejanja vlaškega kneza Vlada Drakule (vladal 1456–1462). Leta 1493 je izšla Nürnberška kronika, prva obsežna ilustrirana tiskana knjiga.

## Sodobne percepcije in zgodovinopisje
Srednjeveško obdobje je pogosto opisano kot obdobje barbarstva, nevednosti in vraževerja, ki je verske avtoritete postavljalo nad osebno izkušnjo in razum. Mnenje je dediščina renesanse in razsvetljenstva, ko so razsvetljenci dvignili razum nad vero in začeli svojo kulturo primerjali s preteklostjo. Prepričanje, da so vsi ljudje v srednjem veku verjeli, da je Zemlja ploščata, je napačno. Predavatelji na srednjeveških univerzah so običajno trdili, da dokazi kažejo, da je Zemlja krogla.
V 19. stoletju je brutalnost francoske revolucije sprožila nostalgijo po srednjem veku. Srednji vek je navdihnil več vplivnih intelektualcev, vključno z britanskim zgodovinarjem Thomasom Carlylejem (umrl 1881), francoskim arhitektom Eugènom Viollet-le-Ducom (umrl 1879) in nemškim skladateljem Richardom Wagnerjem (umrl 1883). Romantični nacionalizem je iskal izvor modernih narodov v srednjem veku, spodbujal narodno prebujenje zatiranih etničnih skupin in ekspanzionizem imperijev. Profesionalizacija preučevanja zgodovine se je začela z nemškim zgodovinarjem Leopoldom von Rankejem (umrl 1886). Von Ranke je poudarjal pomembnost primarnih virov in preučeval več vidikov zgodovine, vendar so se njegovi učenci osredotočali predvsem na politično zgodovino. Zgodovinarji francoske šole Annales, kot je bil Marc Bloch (umrl 1944), so razširili svojo perspektivo in preučevali kulturo, družbo in identiteto. Marksizem je s svojim poudarkom na razrednem konfliktu vplival na zgodovinske raziskave v sovjetskem bloku. Monografije o srednjeveški zgodovini določenih družbenih skupin, kot so ženske, Judje, sužnji, krivoverci in homoseksualci, so redno izhajale od 70. let prejšnjega stoletja s pritokom ljudi iz različnih družbenih okolij na univerze.

## Srednji vek na slovenskem ozemlju

### Stari vek in zgodnji srednji vek
Na slovenskem ozemlju so pred prihodom Rimljanov živela ilirska, kasneje tudi keltska plemena. Ukvarjala so se predvsem s poljedelstvom, živinorejo in pastirstvom in so gospodarsko zaostajala za Rimljani. Rimsko cesarstvo je začelo prodirati na slovensko ozemlje po ustanovitvi Ogleja (Aquileia) leta 181 pr. n. št. Zahodna Slovenija je bila vključena v X. regijo Italije, vzhodna pa v provinco Panonijo. Priseljenci in romanizirani staroselci so ustanovili mesta Emona (danes Ljubljana), Celeia (danes Celje), Poetovio (danes Ptuj), in Neviodunum (danes Drnovo pri Krškem).  
Slovenski prostor je bil opustočen med markomanskimi vojnami, vdori Markomanov, Jazigov in drugih germanskih plemen in epidemijami kužnih bolezni. 
Proti koncu 3. stoletja so bile zgrajene prve krščanske cerkve, v naslednjih treh stoletjih pa so se ustanovile škofije, ki so spadale pod Oglejsko metropolijo. V 5. in 6. stoletju je začela rimska oblast na ozemlju Slovenije slabeti zaradi vdorov germanskih plemen, ki so se pomikala proti Italiji. Domače prebivalstvo se je  začelo seliti iz mest v višinska zatočišča. Sredi 5. stoletju so prek Slovenije v Italijo vdrli Huni, ob koncu 5. stoletja  Ostrogoti in v 6. stoletju Langobardi. Ostrogoti so ustanovili svoje Italsko kraljestvo, v katero so bili vključeni Norik, Dalmacija in Panonija. 

### Naselitev Slovanov
V 6. stoletju so se na širšem ozemlju vzhodnih Alp naselili Slovani. Prvi naselitveni val se je zgodil okoli leta 550 iz današnje Moravske. Drugi val se je zgodil po odhodu Langobardov z našega ozemlja v Italijo leta 568. V izpraznjeni prostor so se začeli naseljevati tudi Avari. Ostanki romaniziranih staroselcev so deloma ohranili krščanstvo. Naselitev Slovanov v Vzhodne Alpe potrjujejo propadi škofij v vzhodnoalpskem prostoru v drugi polovici 6. stoletja, sprememba poselitve in materialne kulture, predvsem pa uveljavitev nove, slovanske govorice. Meja med Slovani in Tirolci se je že takrat začasno ustalila na vzhodnem Tirolskem, meja z Langobardi pa 7. stoletju na robu Furlanske nižine. 

### Kneževini Karantanija in Karniola
Slovani v Vzhodnih Alpah in Panoniji so bili podložniki avarskega kagana. Nekje med letoma 622 in 626  se je začel obsežen slovanski upor proti njim pod Samovim vodstvom. Upor je zajel ozemlje današnje Češke in Moravske in verjetno del Vzhodnih Alp. Poraz Avarov pred Konstantinoplom je tako omajal moč Avarov, da so se jim uprla tudi druga slovanska plemena.  Samovi plemenski zvezi se je pridružil velik del vzhodnoalpskih Slovanov pod vodstvom kneza Valuka. Samo je vladal do svoje smrti leta 658, po njegovi smrti pa se je zveza plenem od Labe in morda celo do Jadrana hitro razkrojila.
»Krajina Slovanov« s središčem na Krnskem gradu severno od današnjega Celovca, ki se je že začela imenovati Karantanija, je ohranila neodvisnost. Z vladanjem kneza Hotimira leta 751 se je začelo pokristjanjevanje Karantancev, ki je sprožilo tri neuspele upore. Po porazu bavarskega kneza Tasila III. leta 788 je bila Karantanija vključena v frankovsko državo. Leta 819 se je začel upor Ljudevita Posavskega proti Frankom, kateremu so se leta 820 priključili tudi Karantanci, a so bili še isto leto poraženi. Po zadušitvi upora so Franki leta 828 reorganizirali upravo in domače slovanske kneze zamenjali s frankovskimi grofi. Poseben obred ustoličevanja koroških vojvod iz časa Karantanije se je kljub temu ohranil vse do leta 1414. Na tam ozemlju se je ohranilo tudi slovansko plemstvo, o čemer pričajo t. i. Slovenske fevdne prisege iz 17. stoletja.
Med zgodovinarji in arheologi prevladuje mnenje, da se je v zgornjem Posavju na prehodu iz 8. v 9. stoletje razvila slovanska plemenska kneževina Karniola s središčem v Carniumu, današnjem Kranju. Karniolo kot domovino Slovanov (Carniola, patria Sclavorum) v 8. stoletju omenja langobardski kronist Pavel Diakon. Leta 795 je izpričan edini domnevni knez Vojnomir. Karniola je bila ob koncu 8. stoletja vključena v frankovsko Furlansko marko, vendar je svojo plemensko ureditev ohranila do leta 828, ko so jo Franki po neuspešnem uporu panonskega slovanskega kneza Ljudevita Posavskega spremenili v mejno grofijo. 
Med najstarejšimi viri, ki omenjajo prisotnost Slovanov v Istri je listina Rižanskega zbora, ki ga je okoli leta 804 v Rižani pri Kopru sklical gradeški patriarh Fortunat. V listini je zapisana obveza vojvode Janeza, ki je predstavljal tedanjo frankovsko oblast, da Slovane, ki so se nastanili v okolico mest, prežene v kraje, v katerih mestom ne bodo povzročali škode na poljih in v gozdovih.

### Frankovska država
Po neuspešnem vdoru Bolgarov v Panonsko nižino in njihovem izgonu je Ludvik Nemški okoli leta 840 Panonijo podelil v fevd Pribini, nekdanjemu knezu Nitre. Pribina je bil leta 847 imenovan za grofa in dobil v last ozemlje Spodnje Panonije s sedežem v Blatenskem Kostelu na današnjem Madžarskem. Leta 861 je Pribino nasledil sin Kocelj, ki se je iztrgal frankovskemu vplivu, vendar je bil okoli leta 876 odstranjen. Kratko obdobje samostojnosti panonske slovanske kneževine se je končalo. Ozemlje je bilo ponovno vključeno v Vzhodno marko. V času vlade Arnulfa Koroškega je Koroška postala središče Vzhodne marke in dobila precejšnjo samostojnost znotraj cesarstva. Na slovenskem ozemlju se je krepila fevdalizacija, ki se je končala z vdorom Madžarov ob koncu 9. stoletja. 

### Sveto rimsko cesarstvo
S spremembo oblasti se je uvedla uprava, ki je temeljila na mejnih grofijah – markah oz. krajinah. Cesar Oton II. je Koroški, ki je leta 976 postala vojvodina, podredil sosednje mejne grofije: Karantansko, Podravsko, Savinjsko, Kranjsko, Istrsko, Furlansko in Veronsko marko. Ta na pol samostojna tvorba je obstajala do začetka 11. stoletja, ko so se začele oblikovati dežele. V tem obdobju se je utrdil fevdalni sistem. Priselile so se pomembne plemiške rodbine, zgrajeni so bili prvi gradovi, okrepila se je kolonizacija in uveljavil se je hubni sistem delitve obdelovalne zemlje. V tem času so bili napisani Brižinski spomeniki. 
V visokem srednjem veku so se na ozemlju Slovenije izoblikovale zgodovinske dežele Štajerska, Koroška, Kranjska, Goriška, Tržaška in Istra.

### Habsburžani
Leta 1246 so izumrli štajerski in avstrijski vojvode Babenberžani. Za njihovo dediščino sta se spopadla ogrski kralj Bela IV. in češki kralj Otokar II. Přemysl, ki je leta 1260 dokončno prevladal. Leta 1269 je brez potomcev umrl še koroški vojvoda in kranjski deželni knez Ulrik III. Spanheim. Njegove posesti je takoj zasedel njegov bratranec  Otokar II., ki je leta 1272 z izvolitvijo za generalnega poglavarja prevzel oblast še v Furlaniji in s tem zavladal na ozemlju od Češke do Jadranskega morja. Nemški kralj Rudolf I. Habsburški je zahteval vrnitev na novo pridobljenih Otokarjevih posesti. Spor se je razrešil leta 1278 z bitko na Moravskem polju, v kateri je bil Otokar II. ubit. 
Po njegovi smrti se je na tem prostoru vzpostavilo ravnotežje med Habsburžani in majnhardinsko vejo goriških grofov. Rudolf I. je leta 1282 Avstrijo in Štajersko podelil v fevd sinovoma Albrehtu in Rudolfu II., Koroško v fevd goriškim grofom, Kranjsko pa goriškim grofom v zastavo. Ko so Goriški-Majnhardinci leta 1335 izumrli, so njihove posesti podedovali Habsburžani. Slednji so leta 1374 podedovali še Pazinsko grofijo v Istri in Metliko v Beli krajini. Ko so se jim podredili še devinski gospodje so Habsburžani leta 1366 dosegli Jadransko morje in leta 1382 Trst. 
Oblast Habsburžanov je začasno ogrozil vzpon Celjskih grofov. Ta se je začel v drugi tretjini 14. stoletja: leta 1333 so dedovali po Vovbržanih, leta 1341 dobili grofovski naslov, zveze s cesarjem Sigismundom Luksemburškim pa so jim omogočile širitev posesti na Ogrsko in Hrvaško. Sigismund jih je leta 1436 povišal v kneze, kar je omogočilo ustanovitev Celjske kneževine. Povišanje je hkrati sprožilo vojno s Habsburžani, ki se je leta 1443 končala s poravnavo med Friderikom II. Celjskim in Friderikom III. Habsburškim. S poravnavo sta družini sklenili pogodbo o dedovanju, ki pa so jo morali po smrti zadnjega Celjana Ulrika II. leta 1456 Habsburžani ubraniti v vojni za celjsko dediščino, ki je trajala do leta 1460.
Konec srednjega veka v 15. in 16. stoletju so dogajanja na slovenskem ozemlju zaznamovali turški vpadi. Nezadovoljstvo zaradi preslabe obrambe pred Turki in uvajanja novih davkov, predvsem v naravi, in tlake, so tudi na Slovenskem povzročili kmečke upore. Največji je leta 1515 zajel skoraj vse slovensko ozemlje. Leta 1572/1573 so se v skupnem uporu povezali slovenski in hrvaški kmetje. Upori so se s krvavimi porazi upornikov nadaljevali vse do prve polovice 18. stoletja. 
Leta 1518 je bilo v Innsbrucku zasedanje vseh deželnih stanov dednih habsburških dežel, na katerem so sklenili utrditi obrambo pred Turki in določili dedno celovitost habsburških dednih dežel.

### Od reformacije do baroka
| Trubarjev Abecedarium (1550)Dalmatinova Biblija (1583) | Trubarjev Abecedarium (1550)Dalmatinova Biblija (1583) | Trubarjev Abecedarium (1550)Dalmatinova Biblija (1583) | Trubarjev Abecedarium (1550)Dalmatinova Biblija (1583) | Trubarjev Abecedarium (1550)Dalmatinova Biblija (1583) |
| ------------------------------------------------------ | ------------------------------------------------------ | ------------------------------------------------------ | ------------------------------------------------------ | ------------------------------------------------------ |
|                                                        |                                                        |                                                        |                                                        |                                                        |

Sredi 16. stoletja se je na Slovenskem razmahnila reformacija pretežno luteranske smeri in postavila temelje slovenskega knjižnega jezika in s tem oblikovanja slovenske jezikovne skupnosti. Primož Trubar je leta 1550 izdal prvi knjigi v slovenskem jeziku, Abecednik in Katekizem. Protestanti so izdali še okoli 50 drugih knjig v slovenskem jeziku. Leta 1584 Adam Bohorič je napisal tudi prvo slovensko slovnico Zimske urice proste (Articae Horulae), Jurij Dalmatin pa izdal prevod celotnega Svetega pisma.
V začetku 17. stoletja sta knežji absolutizem in katoliška cerkev v procesu protireformacije in katoliške prenove zatrli protestantizem in za dolgo časa zavrli književnost v slovenskem jeziku.

## Sorodne teme
- srednjeveška književnost
- srednjeveška arhitektura
- srednjeveška umetnost
- srednjeveška glasba
- srednjeveška kuhinja
- vojaška oprema v srednjem veku
- srednjeveške vladarske rodbine
- periodizacija zgodovine